# Тернопільська область
Терно́пільська о́бласть (неофіційно — Терно́пільщина, Тернопі́лля) — область України з центром у місті Тернопіль. Розташована на Подільській височині, південна межа області проходить по річці Дністер, східна — по Збручу. Займає східну частину Галичини, частину південної Волині та частину Західного Поділля.
На території області розташована найдовша у світі карстова печера Оптимістична завдовжки 267 кілометрів, а також одне з «Семи природних чудес України» — Дністровський каньйон. Також Тернопільщина відома Почаївською лаврою, чудотворною Іконою Божої Матері у Зарваниці та Зарваницьким духовним центром. За кількістю замків (34) Тернопільщина займає перше місце в Україні
До складу області входить 3 райони: Кременецький, Тернопільський, Чортківський.
Площа — 13823 км² (2,28 % території України), населення — 1 065 709 осіб (за оцінкою на 1 січня 2016, 2,46 % мешканців України). Область налічує 18 міст. Згідно з переписом населення 2001 року, абсолютна більшість мешканців області (97,8 %) — українці. Серед національних меншин — росіяни, поляки, білоруси, молдовани та євреї. Тернопільщина — найбільш українськомовна область у країні, 2001 року 98,8 % населення визнали українську мову своєю рідною.
До найважливіших галузей народного господарства області належать сільське господарство та промисловість (зокрема харчова, легка, машинобудівна та інші), перспективна для розвитку — туристична галузь. У квітні 2010 року в Тауразькому повіті Литви створено Товариство друзів Тернополя, яке покликане сприяти поглибленню регіонального співробітництва з Тернопільщиною.

## Географія

### Географічне розташування

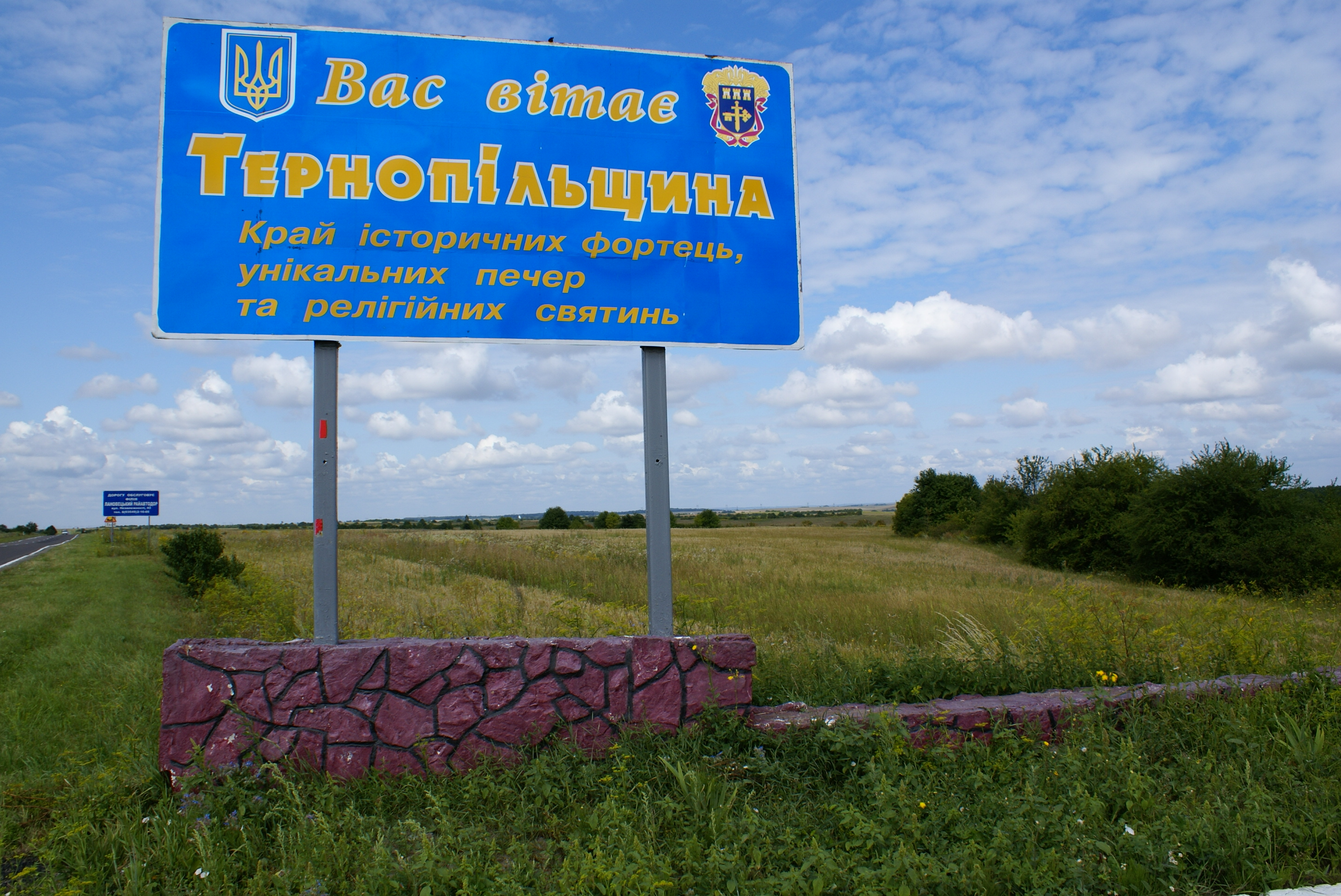
Знак на в'їзді в Тернопільську область (на межі Кременецького району Тернопільської обл. та Ізяславського району Хмельниччини, поблизу с. Радошівка)

Тернопільська область займає західну частину Подільського плато, межуючи на півночі з Рівненською, на півдні з Чернівецькою, на південному заході з Івано-Франківською, на заході з Львівською, а на сході — з Хмельницькою областями України. Тернопільщина, хоч і розташована поблизу українського кордону з Польщею, Словаччиною, Угорщиною, Румунією і Молдовою, власних наземних кордонів з сусідніми державами не має, як і не має виходу до моря.
Площа Тернопільської області — 13,8 тис. км², що трішки більше за площу Чорногорії, що становить 2,3 % території України. За цим показником займає 23-тє місце серед інших регіонів України (меншими є тільки Закарпатська та Чернівецька області). За конфігурацією території Тернопільська область нагадує трикутник з основою на сході та вершиною — на заході. Протяжність із півночі на південь становить 195 км, а з заходу на схід — 129 км.
Крайня північна точка області — село Переморівка — розташована в Кременецькому районі та має координати 50°13′ пн. ш. 26°12′ сх. д. / 50.217° пн. ш. 26.200° сх. д. Крайня південна точка — село Білівці Чортківського району з координатами 48°31′ пн. ш. 26°21′ сх. д. / 48.517° пн. ш. 26.350° сх. д. Крайня західна точка — село Шайбівка — розташована в Тернопільському районі з координатами 49°32′ пн. ш. 24°42′ сх. д. / 49.533° пн. ш. 24.700° сх. д.. За іншими даними, село Дуляби. Крайня східна точка — село Окопи Чортківського району з координатами 48°32′ пн. ш. 26°24′ сх. д. / 48.533° пн. ш. 26.400° сх. д.

### Рельєф та водойми
Тернопільська область посідає західну частину Подільської височини. Рельєф її рівнинний. Більша частина поверхні області (на південь від Товтрів) має нахил з півночі на південь. Решта її території нахилена у північно-східному напрямку. Абсолютні висоти коливаються від 443 метрів (гора Попелиха біля села Мечищів Тернопільського району) до 116 метрів (у місці впадіння річки Збруч у Дністер).

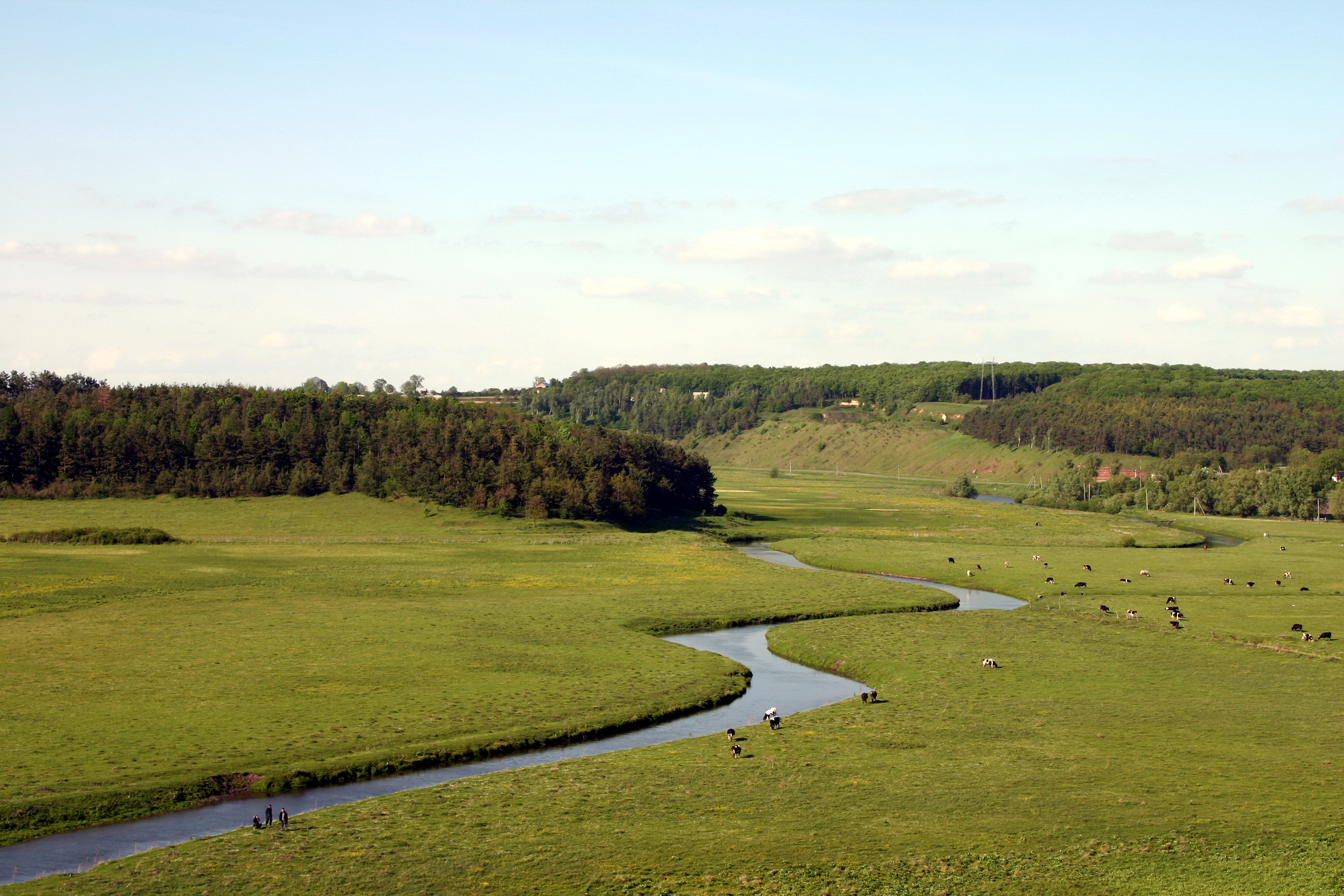
Річка Гнізна поблизу села Баворів утворює неглибоку долину, що характерно для Тернопільського плато

На території області можна виділити кілька рельєфних структур:
- Тернопільське плато — займає центральну частину області. Поділене долинами Серету, Гнізної та Стрипи. Це найбільш рівнинна ділянка області. На півночі — висоти 80—400 метрів, на півдні — 300—350 метрів[8].
- Опілля (Бережанський горбогірний лісовий район) — розміщене в західній частині області. Це найбільш підійнята і розчленована територія області. Відносні висоти досягають 200 метрів. Тут розташована гора Попелиха заввишки 443 метри — найвища точка Тернопільщини[9].
- Кременецькі гори (Кременецьке горбогір'я) — розташовані в північній частині області. Їхній північний схил є крутим, а південний — більш пологим. Горби підіймаються до 190 метрів і мають вигляд гір-останців. Це — гори Бона, яка є найвищою (408 метрів), Божа, Дівочі скелі, Скелі Словацького та інші. У пониженнях є значна кількість ярів та балок[10].
- Товтровий кряж (Медобори) — простягається з північного заходу на південний схід від сіл Чорний Ліс і Загір'я до містечка Гусятин. Цей колишній бар'єрний риф складається з вапняків, які підіймаються на поверхню на 50—60 метрів[11]. Тут трапляється карст. Основні гори: Крайній Камінь (431 м), Зембова, Сабариха, Скала (417 м), Гостра Могила (398 м), Вікно, Богит (417 м). Найвища вершина — гора Нижній Камінь (Крайній Камінь) (431 м).
- Авратинська височина — розташована між Медоборами і Кременецькими горами. Поверхня її слабохвиляста. Абсолютні висоти досягають 350 метрів[12].
- Мале Полісся — розташоване у північно-західній частині області. Рельєф плоский. Висоти становлять 210—250 метрів. На формування рельєфу помітний вплив льодовика[13] або неотектонічної активності[14]. У долинах річок поширене значне заболочення[15].
- Придністровська рівнина — займає південну частину області і є найбільш зниженою її ділянкою. Розчленована каньйоноподібними долинами річок. Трапляються яри й балки. Поширені карстові форми рельєфу, серед яких озера та печери, що належать до найдовших в Європі[16].

Для півдня Тернопільщини характерні глибокі каньйоноподібні долини, як от Червоногородська долина, утворена річкою Джурин

Територією Тернопільської області протікає 1401 річка, зокрема 120 завдовжки понад 10 км, загальною довжиною — 6066 км, є 26 водосховищ загальною площею водного дзеркала 3579 га, об'ємом води 81,2 млн м³, і 886 ставків загальною площею водного дзеркала 5627 га, об'ємом води 58,8 млн м³. Річки Тернопільщини належать до басейну Дністра (Золота Липа, Коропець, Стрипа, Джурин, Серет, Нічлава, Збруч) і Прип'яті (Горинь, Іква, Вілія) у кількісному співвідношенні 4/5 до 1/5. Річки басейну Дністра мають глибоко врізані річкові долини, а річки басейну Прип'яті — широкі та заболочені долини.

### Клімат
Клімат Тернопільщини є помірно континентальним, з теплим вологим літом і м'якою зимою. Середня температура повітря коливається від −5 °C в січні до +19 °C в липні. Найвищі показники середньої температури повітря у липні характерні для південної частини області (+18,8 °С), найнижчі — для західної та центральної частин (+18 — +18,5 °С). У січні температура повітря у центральній частині нижча (-5,4 °С) від температури в інших частинах області, що зумовлено тим, що це найвища, безліса частина височини. Вітри (найчастіше північно-західні та південно-західні, найменше — північні та південні) характерні для всіх пір року, особливо для літа. Активна циклонна діяльність зумовлює велику кількість опадів, яка в середньому за рік становить 520—600 мм. Влітку часто бувають зливи, нерідко — грози, іноді — град. Сніговий покрив — від 2-ї половини грудня до початку березня. Товщина — 8—10 см, максимуму досягає у 2-й декаді лютого.
В області виділяють три кліматичні регіони — надмірно зволожений Північний, Центральний (Холодне Поділля) з найкоротшим літом, найкоротшим безморозним періодом і найбільшою кількістю днів зі сніговим покривом та Південний (Тепле Поділля), для якого характерні найдовший безморозний період і раннє настання весни. З огляду на агрокліматичне районування, Тернопільщина належить до вологої, помірно теплої зони; основна частина території — до підзони достатнього зволоження ґрунту (гідротермічний коефіцієнт — 2,0—1,3, сума температур у градусах — 2400—2600) і лише південна частина (Борщівський і Заліщицький райони) — до Передкарпатського вологого, теплого району (гідротермічний коефіцієнт — 1,6—1,3, сума температур — 2400—2600).

### Флора і фауна
Рослинний і тваринний світ краю представлений лісовими та степовими видами, позаяк область розташована в лісостеповій зоні. У Тернопільській області росте близько 1200 видів вищих спорових і насінних рослин. Загальна площа лісового фонду Тернопільської області становить 199,3 тис. га, тобто 13,8 % території області (12-та в Україні). На Тернопільщині зустрічаються рослини-релікти бруслина карликова, молочай багатобарвний, осока біла, осока низька, хвощ великий тощо.
В області зареєстровано 412 видів хребетних тварин, які належать до 242 родів, 97 родин, 37 рядів і 6 класів. Окремі класи нараховують: круглороті — 1 вид, риби — 45, земноводні — 11, плазуни — 10, птахи — 283, ссавці — 62. До Червоної книги України занесені: із ссавців — кіт лісовий, горностай, борсук, тхір степовий, рись, видра річкова, кутора мала та інші; птахів — беркут, лелека чорний, шуліка рудий, орлан-білохвіст, скопа, змієїд, пугач звичайний та інші; плазунів — мідянка, полоз лісовий та інші; риб — чечуга, вирезуб. На територіях та об'єктах природно-заповідного фонду Тернопільщини, який займає 8,73 % всієї території області, охороняється 168 рідкісних, вразливих ти зникаючих видів рослин та 169 видів тварин. Найважливіші заповідні території — заповідник «Медобори», національний парк «Кременецькі гори», заказники державного значення Касперівський ландшафтний, лісовий Дача Галілея, Серетський гідрологічний, Чистилівський орнітологічний, Гермаківський та Хоростківський дендропарки та інші.

### Природні ресурси

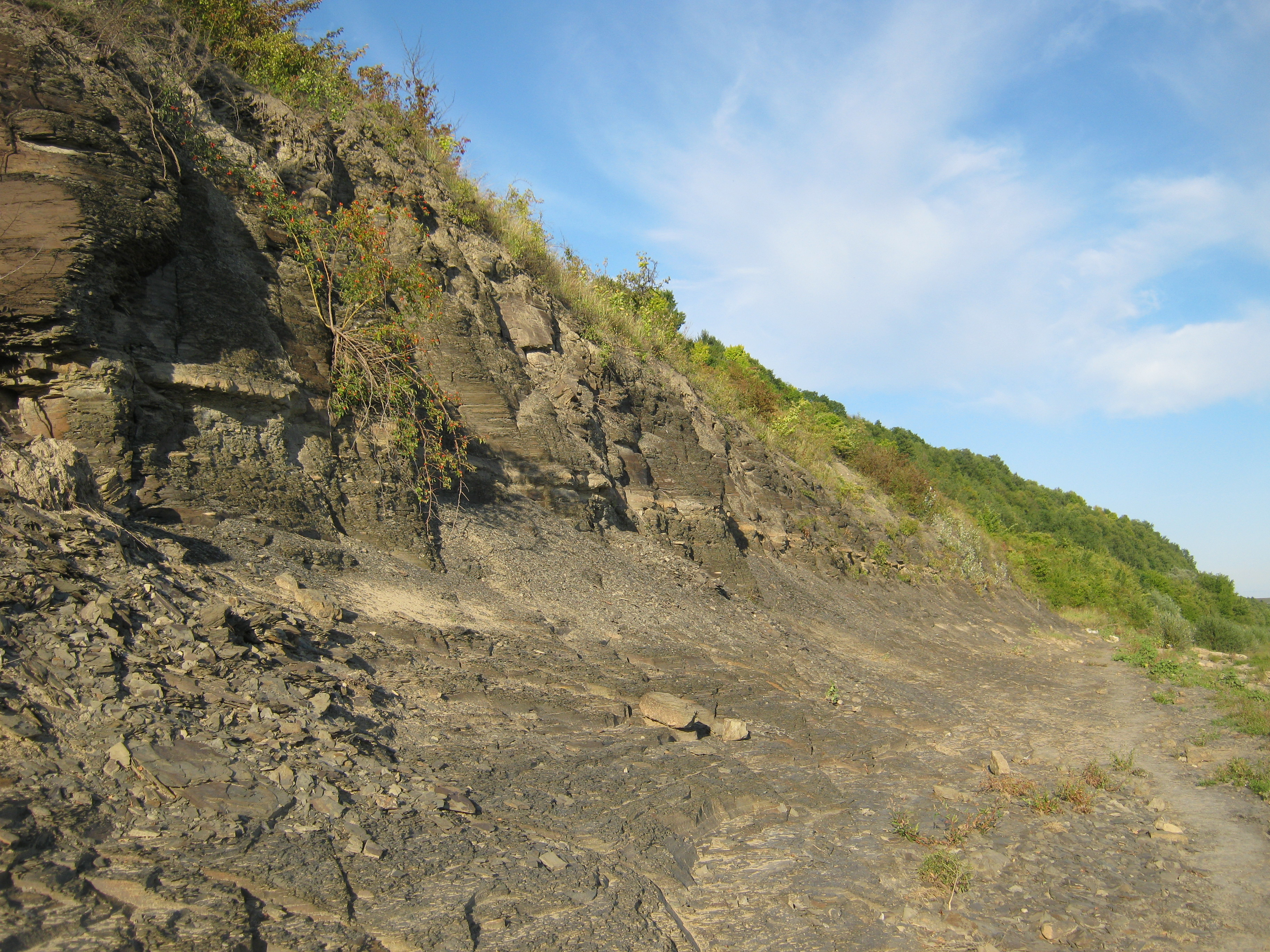
Відслонення в Дністровському каньйоні поблизу села Синьків, Заліщицький район

Мінеральні ресурси Тернопільської області представлені кількома видами будівельної сировини, покладами цінних мінеральних вод і торфу. Найкраще розвідані запаси вапняків для випалювання вапна (понад 182 млн т.), сировини для цукрової промисловості (вапняки — понад 101 млн т.), для виготовлення цементу (понад 97 млн т.), камінь будівельний (понад 94 млн т.), а також сировина для грубої та будівельної кераміки (глини, суглинки, пісок будівельний). Є незначні запаси торфу (всього 78 родовищ), гіпсів та ангідритів, вапняків для меліорації, будівельної крейди, каменю облицювального і пиляного, сировини для керамзиту й аглопориту, скляної промисловості.
На Тернопільщині є поклади мінеральних вод типу «Нафтуся», сульфідних вод. Відомі також виходи бромних вод, хлоридно-натрієві розсоли, води без специфічних компонентів, природні столові води.
Поклади бурого вугілля в області належать до Кременецького району Північно-Подільської буровугільної площі. Район об'єднує ряд родовищ у Кременецькому (Ридомиль-Дзвиняцьке, Шумське, Почаївське і Майдан-Антонівецьке, у 1946–1950 роках розробляли шахти тресту «Львіввугілля») та  Тернопільському районах. 1960 року відкрито родовище самородної сірки поблизу села Конопківка, проте її запаси незначні. Усього в області розвідано 257 родовищ, із них 97 розробляють.

## Демографія
Станом на 1 січня 2017 року населення області становило 1 059 192 особи, в тому числі міське — 473 632 осіб, сільське — 585 560 осіб. Отже, Тернопільщина є однією з 5 областей України, де сільське населення перевищує міське. Природний рух населення 2012 року проти 2011 року характеризувався зростанням як народжуваності (на 238 дітей) так і смертності (на 9 осіб). За кількістю жителів Тернопільська область посідає 21 місце з-поміж 27 регіонів України. За густотою населення (76,63 особи/км², 1 січня 2017) — 9-та серед областей України. Станом на березень 2023 року з 24 лютого 2022 року велика кількість мешканців східніших областей переїхала на Тернопільщину у зв'язку із повномасштабним вторгненням Росії в Україну, і так як кількість переселенців в області не є сталою, точні підрахунки наразі навряд чи можливі.

### Національний склад
Згідно з останнім переписом населення України 2001 року в Тернопільській області абсолютна більшість мешканців — 97,81 % — українці. За цим відсотком область посідає перше місце серед регіонів України. Найбільшими національними меншинами є росіяни (1,25 %) та поляки (0,34 %). Решта національностей представлена менше, ніж 1000 особами. В історичній ретроспективі національний і кількісний склад населення Тернопільщини суттєво різниться. Згідно з останнім довоєнним переписом населення 1931 року з 1,6 млн осіб, котрі мешкали в Тернопільському воєводстві, 879,6 тис. (54,8 %) були українцями, 586,6 тис. (36,6 %) — поляками, 134,1 тис. (8,4 %) — євреями, серед інших 0,2 % були німці, чехи, молдовани та вірмени. Після окупації Польщі Радянським Союзом, Голокосту, масових депортацій українців Закерзоння та індустріалізації повоєнного періоду, котра супроводжувалася імміграцією росіян та уродженців Східної України, національний склад суттєво змінився. Зокрема, на Тернопільщині опинилося близько 170 тисяч переселенців з Лемківщини, Надсяння, Підляшшя та Холмщини.

### Мова
Рідна мова населення області за результатами переписів, %
|            | 1959 | 1970 | 1989 | 2001 |
| ---------- | ---- | ---- | ---- | ---- |
| українська | 94,6 | 97,1 | 97,3 | 98,3 |
| російська  | 2,9  | 2,6  | 2,5  | 1,2  |
| інша       | 2,5  | 0,3  | 0,2  | 0,2  |

#### Мораторій на публічне використання російськомовного культурного продукту
6 листопада 2018 року рішенням Тернопільської обласної ради у Тернопільській області було запроваджено мораторій на публічне використання російськомовного культурного продукту.
Рівень злочинності за 2012 рік на 10 тис. населення складає 39,6 злочинів, з них 14,3 тяжких та особливо тяжких.

## Релігія
«Фігури» (скульптурні зображення Діви Марії) стали дуже поширеними в селах та містах краю після виходу греко-католицької церкви з підпілля та відновлення духовного центру в Зарваниці.

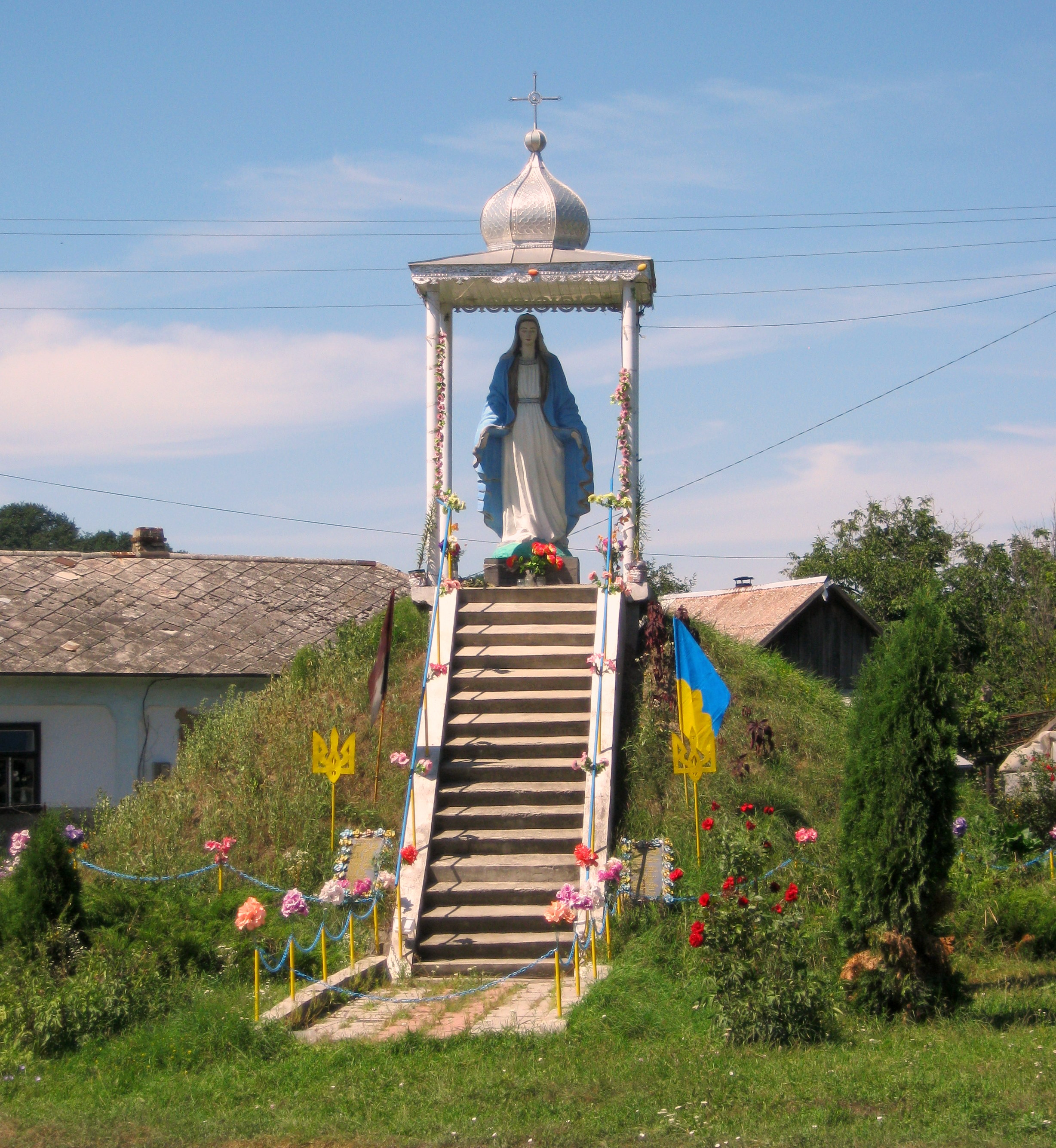
Типова «фігура» на символічній могилі борцям за волю України з села Устя Борщівського району

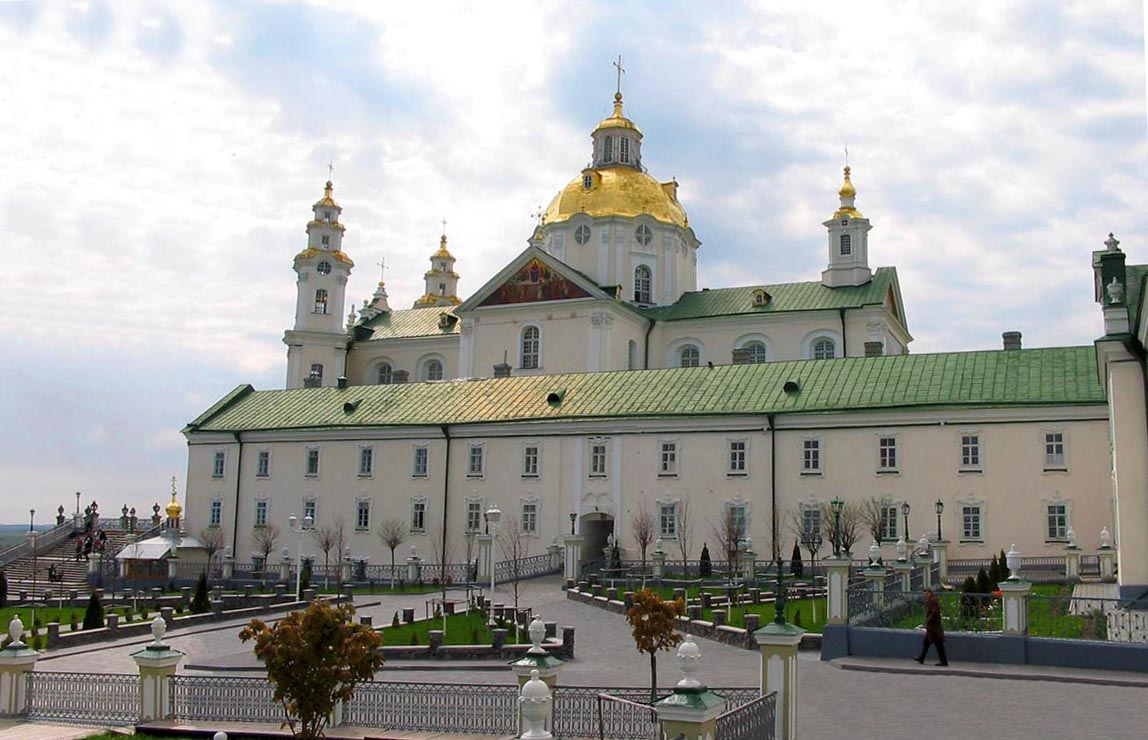
Свято-Успенська Почаївська лавра

За віросповіданням абсолютна більшість мешканців Тернопільської області — християни. На 1 січня 2010 року 46,2 % релігійних громад належали до УГКЦ (3-тя в Україні після Львівської та Івано-Франківської областей), 16,8 % до УАПЦ (1-ша в Україні), до УПЦ КП, УПЦ МП та РКЦ — 14 %, 7,2 % та 4,9 % відповідно. Крім того, 9,3 % релігійних громад відносять себе до різних течій протестантизму (головно п'ятдесятники, адвентисти, харизмати та інші), а 1,3 % до Свідків Єгови. Всього християнських храмів: УГКЦ — 572, УАПЦ — 290, УПЦ КП — 207, УПЦ МП — 117.
Станом на 1 січня 2015 до складу Тернопільської єпархії УПЦ КП входило 345 парафій у 16 благочиннях по адміністративних районах області, зареєстровано 3 монастирі. Загальна кількість священнослужителів — 259.
На території Тернопільської області діють 6 єпархій різних конфесій: Бучацька єпархія УГКЦ, Тернопільсько-Зборівська архієпархія УГКЦ, Тернопільська єпархія УАПЦ, Тернопільсько-Бучацька єпархія ПЦУ, Тернопільсько-Кременецька єпархія ПЦУ, Тернопільська єпархія УПЦ. Історично зумовлено поділ області за традиційною приналежністю до православних та католицьких християнських конфесій: Кременецький район є переважно православним, тоді як решта області — греко-католицька та римо-католицька. Поділ збігається з російсько-австрійським кордоном 1793—1914 років, позаяк греко-католицька церква в Російській імперії була офіційно заборонена з 1838 року, на Волині і Правобережжі всі унійні церкви було насильно переведено в православ'я.
З Тернопільщиною пов'язане походження визначних релігійних діячів Йосипа Сліпого, Любомира Гузара та папи Івана Павла II. З уродженців краю в УГКЦ беатифіковані: єпископи Никита Будка і Григорій Хомишин, отці Микола Конрад, Микола Цегельський, Віталій Байрак, Яким Сеньківський (обидва — ЧСВВ), Зиновій Ковалик (ЧНІ). У православній церкві одним із найшанованіших є преподобний Йов Почаївський. Серед 40 нині активних монастирів — чоловічий студитський Теодора Студита в Колодіївці (1995 р., перенесений з Риму, ігумен — Григорій Планчак), відомий оздоровленнями й екзорцизмом, а також як єдиний осередок «глаголяшів» в Україні.
У Галичині від XIV століття (римо-католицький храм у Бучачі, пошкоджений часом, за відомостями кс. С. Баронча, 1379 року відбудували з поміччю Міхала Авданця) до вересня 1939 року була римо-католицька громада, чисельність якої постійно зростала (спочатку належали головно поляки, пізніше — частина українців).
У XVI столітті, у зв'язку з переходом частини шляхти-дідичів, зокрема, на кальвінський обряд, поширюється ця течія християнства. Дідичі у своїх володіннях іноді передавали католицькі храми в користування кальвіністам. Зокрема, Миколай Бучацький-Творовський згаданий вище костел у Бучачі, а Єжи Язловецький — костел Марії Маґдалени у місті Язловці — перетворили на кальвінські збори.
Також протестантські течії розвивалися на Крем'янеччині та Шумщині. Зокрема 1919 року в селі Биківці вперше на території України у середовищі селян-емігрантів зі США зародилося п'ятдесятництво. Нині в області діє 105 громад християн віри євангельської (п'ятдесятників), що робить цю конфесію однією з найвпливовіших на Волині, де вона переважно зосереджена.
До Голокосту на Тернопільщині були численні юдейські громади. Проте нині збереглися лише руїни синагог та поодинокі вцілілі храми, котрі використовуються для громадсько-адміністративних цілей.

## Історія

### Археологічні знахідки

Мідний клин сокири доби енеоліту, знайдений у Великих Бірках

Територія, де тепер розташована Тернопільська область, давно обжита людьми. Сліди існування людини на її території сягають від доби раннього палеоліту (понад 100 000 років тому) до період мезоліту (9 000 років до н.е.) і далі, про що серед інших свідчать знахідки поблизу Великого Глибочка, Буглова та Залізців. У IV—II тис. до н. е. територію краю населяла землеробська трипільська культура, пам'ятки якої були виявлені вперше саме на Тернопільщині 1822 року у печері «Вертеба» за 74 роки до знаменитого відкриття Вікентія Хвойки у селі Трипілля. Нині в області відомо понад 300 поселень цієї культури, 122 з них внесено до державного реєстру.
У III—V століттях на території області проживали племена черняхівської культури, котрі належали до антського племінного союзу — ймовірних праукраїнців. Серед близько 200 знайдених пам'яток і 50 поселень на Тернопільщині, найвідоміші могильники у Чернелеві-Руському Тернопільського та поселення в Кобиллі Збаразького районів.

### Княжий період

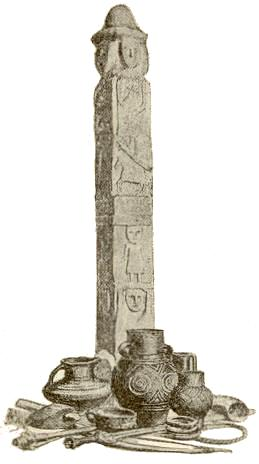
Збруцький ідол зі Збручанського культового центру — осередку язичництва IX—XIII століть

У IX столітті східнослов'янські землі об'єдналися в єдину державу Русь. Про інтенсивність заселення в цей час території області свідчать понад 300 давньоруських городищ та селищ, понад 100 некрополів X—XIII століть. 988 року Володимир Святославич запровадив у Русі державну релігію — християнство, тоді ж до Київської Русі увійшли землі білих хорватів — територія сучасної Галичини та Прикарпаття, в тому числі нинішня Тернопільщина. Територія сучасної області розподілялася між адміністративними одиницями — Галицької, Волинської та Київської землями, посадниками в яких були сини великого князя київського.
Наприкінці XI століття на території сучасної Тернопільщини виникли удільні князівства Теребовлянське та Шумське. У XII столітті Руську державу охопили численні війни між руськими удільними князями, одна з великих міжусобних битв відбулася в лютому 1154 року під Теребовлею. Згодом територія краю увійшла в Галицько-Волинське князівство. Міста Теребовля і Шумськ перетворилися на значні політичні, економічні та культурні центри.
Під час монгольської навали більшість міст краю зазнали спустошення, проте 2 міста, Крем'янець і Данилів, єдині в усій Русі змогли вистояти, про що свідчить Галицько-Волинський літопис: 
| …А коли [Батий] побачив, що Крем'янець і город Данилів неможливо взяти йому, то й відійшов од них»[73] |

### Польсько-литовський період
Після того, як 1349 року Галицько-Волинське князівство припинило існування, почалася боротьба між Великим князівством Литовським, Польським королівством та Угорським королівством за його землі. Протягом двох століть територія Західної України почергово перебувала у складі цих країн. Після Люблінської унії 1569 року вся територія Тернопільщини опинилася під владою Речі Посполитої.

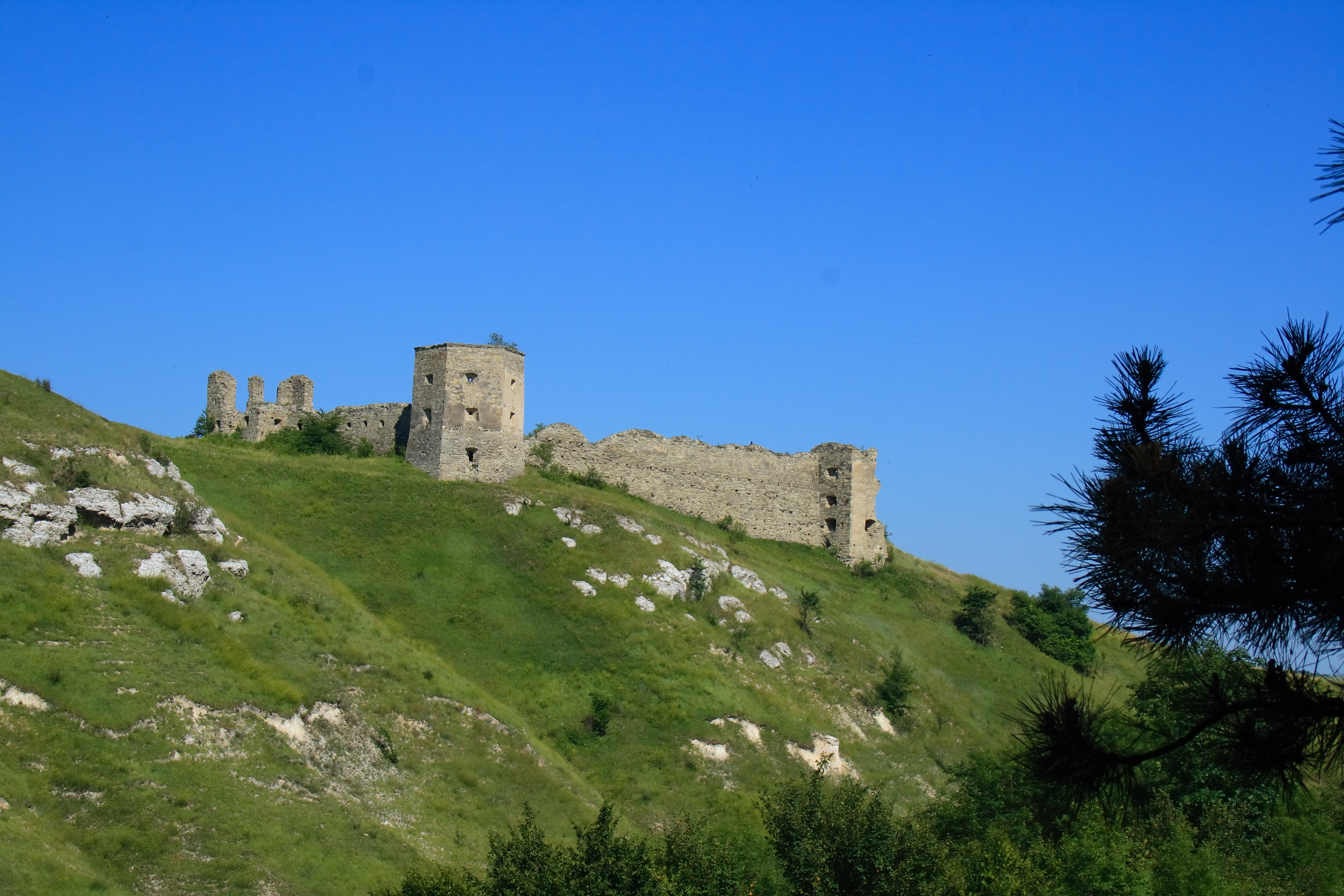
Кудринецький замок збудували на крутому високому правому березі річки Збруч для захисту від турецько-татарських нападів на початку XVII століття

На кінець XV століття (1498 рік) почалися турецькі напади на Поділля, водночас почастішали набіги татар Кримського ханства. Татарські орди спустошували край, спалювали села, людей захоплювали в ясир і продавали на невільничих ринках Криму. Ще важчим становище місцевого населення стало у XVII столітті, коли Польща, що занепадала, вже не могла стримувати руйнівні напади татар. Загалом за XV—XVII століття Тернопільщина зазнала понад 200 значних нашесть. Для порятунку від спустошливих набігів та для ведення наступальних військових дій проти татарських і турецьких нападників, на південно-західному Поділлі та південній Волині розгортається будівництво мережі оборонних замків і фортець, серед яких до нашого часу збереглися фортеці або руїни оборонних споруд у Бережанах, Буданові, Бучачі, Висічці, Залізцях, Збаражі, Золотому Потоці, Кривчу, Кудринцях, Микулинцях, Окопах, Підзамочку, Скалі-Подільській, Скалаті, Теребовлі, Токах, Чорткові, Язлівці та інші.
Польський національний, соціальний та релігійний гніт викликав масове невдоволення місцевого руського (українського) населення, що зрештою виливалося у криваві бунти та селянсько-козацькі повстання. Найвідомішим таким виступом було Повстання Наливайка — козацького отамана з містечка Гусятина. Під час визвольної війни 1648—1657 років під проводом Богдана Хмельницького на Тернопільщині відбулися ключові для війни Збаразька облога та Зборівська битва. Після переможного для українців перебігу останньої було укладено Зборівський договір, котрий дав початок незалежної української держави — Гетьманщини. Проте територія сучасної Тернопільської області до складу цієї держави так і не ввійшла.

### Період двох імперій

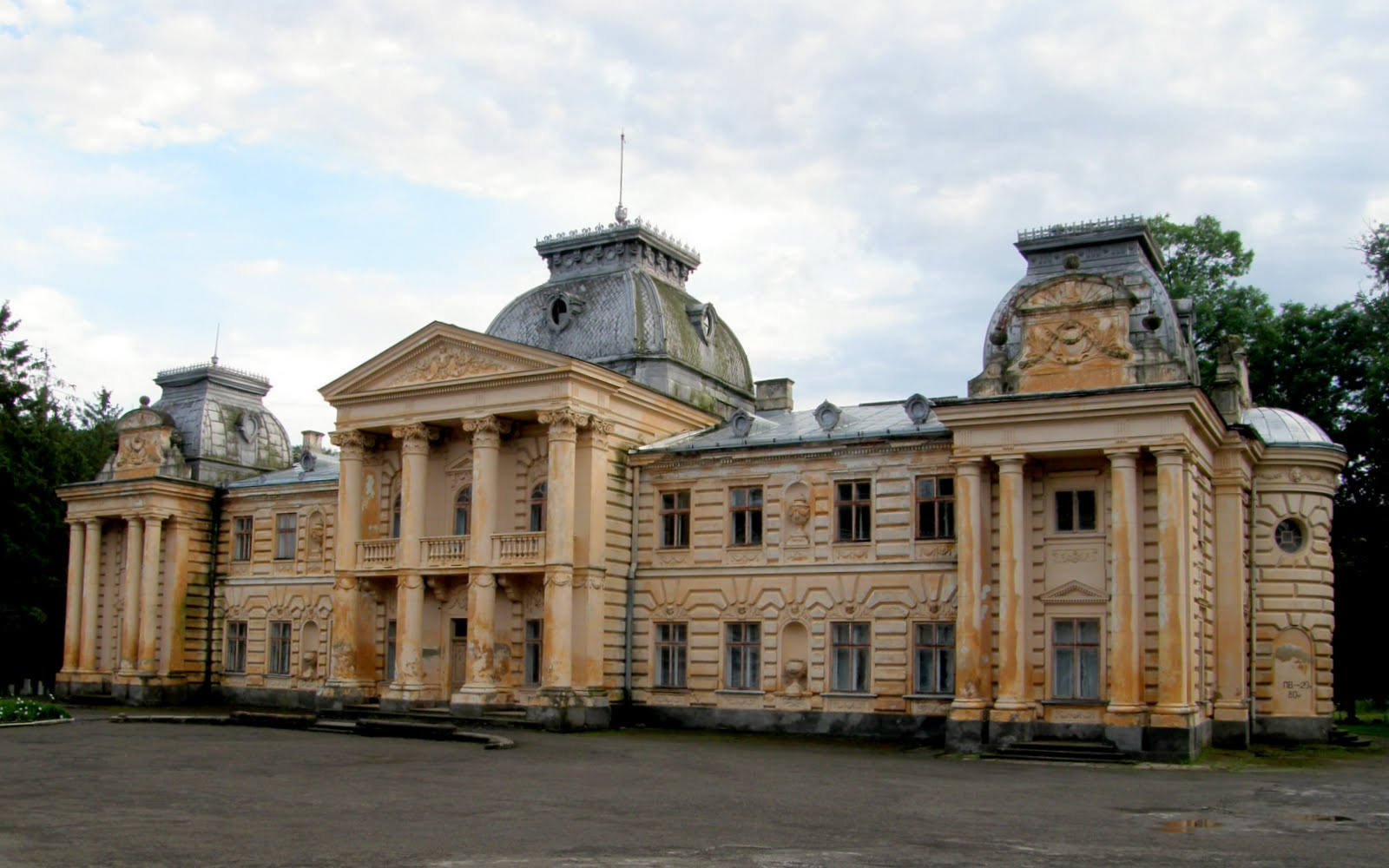
Палац графа Бадені в Коропці

З 1772 року більша частина території області була приєднана до Габсбурзької монархії як частина Королівства Галичини та Володимирії. 1793 року північні (волинські) райони Тернопільщини, які після розподілу 1772 року залишилися у складі Речі Посполитої, були передані Російській імперії.
Під час Наполеонівських війн за Шенбруннським договором від 14 жовтня 1809 року Російській імперії було передано територію Галичини на схід від лінії смт Залізці — місто Зборів і річка Стрипа. Указом російського імператора Олександра I 15 червня 1810 року тут створено адміністративно-територіальну одиницю — «Тернопільський край» із центром у місті Тернополі, який отримав статус окружного міста. Після Віденського конгресу влітку 1815 року Тернопільський край повернено Австрійській імперії.
1 листопада 1781 року Йосифом II звільнено селян Галичини від кріпацтва, а панщина обмежена трьома днями на тиждень. 1848 року усім селянам Галичини надано землю і звільнено від відпрацювання панщини. На честь цієї події у багатьох селах краю були встановлені пам'ятні хрести, декотрі з них збереглися донині. У підросійській частині області подібну реформу було проведено тільки 1861 року

### Українська революція
З початком Першої світової війни тисячі юнаків з Тернопільщини зголосилися до лав Леґіону Українських Січових Стрільців. У краї відбулися важливі для перебігу війни битви на горі Лисоні та над річкою Стрипа поблизу села Семиківці.
Після Листопадового чину 1918 року на галицькій території Тернопільщини утворено Тернопільську область ЗУНР. Після поразки українських сил у Львові, (внаслідок Битви за Львів), столицю нової держави перенесли до Тернополя, а після польської окупації Тернополя — до Станіслава (сучасний Івано-Франківськ). З 7 по 28 червня 1919 року в ході Чортківської офензиви Українській Галицькій Армії вдалося ненадовго відвоювати південь Тернопільщини від поляків, проте до кінця липня 1919 року вся територія краю була остаточно окупована Польщею. У Чортківській офензиві відзначився Жидівський курінь (командир — поручник Соломон Ляйнберг), котрий воював на боці ЗУНР головно на території Скалатського та Збаразького повітів. Сформований з місцевої єврейської міліції він налічував до 1200 вояків.
Під час польсько-російської війни від 1 серпня до 21 вересня 1920 на захопленій Червоною армією території Галичини існувало маріонеткове державне утворення — Галицька Соціалістична Радянська Республіка зі столицею у місті Тернополі.

### Польський період
21 вересня об'єднана польсько-українська армія відсунула на схід останні на Тернопільщині більшовицькі війська з містечка Гусятина. Підсумком війни став Ризький мир 1921 року, згідно з яким Тернопільщина залишалася у складі Другої Речі Посполитої. 3 грудня 1920 року було створено Тернопільське воєводство, до складу якого ввійшли 17 повітів Східної Галичини. Для охорони кордонів від радянських банд, міграцій, контрабандистів розпочалось створення польської прикордонної служби, які на Тернопільщині представляла 4-та бригада охорони кордону – «Поділля».
Міжвоєнний період характеризувався загостренням польсько-українського протистояння. З ініціативи польського керівництва на території Тернопільщини засновували спеціальні «кольонії» поляків-переселенців з Мазурії, аби змінити етнічно-релігійний склад населення краю з метою придушити український національний опір, а в майбутньому не допустити підтримки автономії України на плебісциті 1939 року. Досі в мікротопоніміці сіл та містечок області трапляються назви Мазурівка та Кольонія.
У 1932–1933 роках від штучного голоду в радянській Україні на Тернопільщину, як прикордонний край, масово втікали жителі сусідньої Кам'яне́ць-Поді́льської області. На Тернопільщині значного поширення набуло збирання коштів для допомоги змушеним голодувати. Започаткували цей рух священники панахидами за упокій душі жертв Голодомору в Українській Радянській Соціалістичній Республіці; вони закликали паству офірувати дещицю для порятунку братів за Збручем. Ініціатором та організатором продовольчої допомоги став «Подільський союз кооператив», який очолювала Іванна Блажкевич, також в акції брали участь УНДО, «Просвіта», ОУН, «Союз українок», «Рідна школа», «Маслосоюз» та інші політичні й громадські організації. Вони надіслали петиції протесту до радянського уряду та в Лігу Націй.

### Друга світова війна
За пактом Молотова — Ріббентропа 1939 року Східна Галичина і Південна Волинь опинялися у складі СРСР. Протягом 17—19 вересня в ході польсько-радянських бойових дій уся Тернопільщина захоплена Радянським Союзом. 27 листопада 1939 року утворено Тернопільську область з 12 повітів (Бережанський, Борщівський, Бучацький, Заліщицький, Збаразький, Зборівський, Копичинецький, Підгаєцький, Скалатський, Теребовлянський, Тернопільський і Чортківський) Тернопільського воєводства й одного (Кременецький) — Волинського. Прихід радянської влади ознаменувався репресіями і переслідуваннями, передусім членів ОУН, інтелігенції та духівництва.
У часи німецької окупації галицьку частину Тернопільщини було адміністративно підпорядковано дистрикту Галичина, волинська — ввійшла до складу райхскомісаріату Україна з центром у Рівному. Таким чином, на території сучасної Тернопільської області існували чотири нацистські адміністративно-територіальні утворення: крайсгауптманшафт Тернопіль, крайсгауптманшафт Чортків, крайсгауптманшафт Бережани і Кременецький ґебіт. На території краю діяли чотири основні течії руху опору — польський, український та, меншою мірою, єврейський і радянський. За польськими підрахунками, на кінець 1943 року в Армії Крайовій — осередку польського опору — на Тернопільщині було близько 10 тис. осіб.

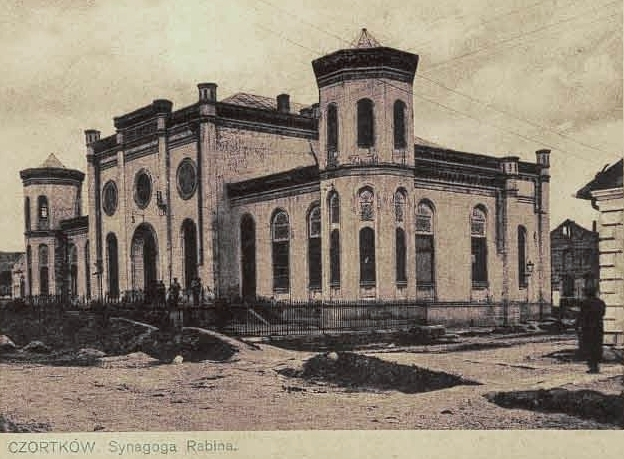
Синагога в Чорткові

У вересні 1941 року в Тернополі створене перше у Східній Галичині єврейське гето, де 25 березня 1942 року німці розстріляли тисячу євреїв. Окупаційна влада створила 13 гето у великих населених пунктах Тернопільщини, зокрема в Бережанах, Борщеві, Теребовлі, Бучачі, Чорткові, Збаражі, Зборові, Козові, Товстому та інших, охопивши найгірші квартали цих міст. За даними надзвичайної слідчої комісії у місті Тернопіль і на його околицях (Янівському та Драганівському лісах) нацисти знищили понад 28 тисяч осіб, яких вивезли переважно з тернопільського гето. Всього на території області під час Другої світової війни за різними даними було страчено від 125 до 162,4 тис. євреїв.
21—25 серпня 1943 року в селі Золота Слобода Козівського району пройшов III-й Надзвичайний Великий Збір ОУНР. На Тернопільщині діяли ВО «Волинь-Південь» та ВО «Лисоня». Поблизу села Слов'ятин, нині Бережанського району, діяла Слов'ятинська підстаршинська школа УПА. В селі Антонівці на Шумщині у квітні-серпні 1943 розміщувався штаб УПА-Південь. Після перенесення глобальних воєнних дій на захід, на території Тернопільщини радянська влада засобами НКВД та МДБ розгорнула боротьбу проти українського повстанського руху. 4 квітня 1945 близько 40 членів ОУН і вояків УПА загинули у штольнях гори Стінка (споруджено пам'ятник із переліком 23-х відомих імен) поблизу села Фащівка Підволочиського району. До 1946 року криївки УПА були у печерах Кришталева, Угринь, Вертеба та інших.

### Повоєнний радянський період
Після фактичного закінчення Другої світової війни у світовому вимірі на Західній Україні тривала підпільна партизанська війна українського національно-визвольного руху проти радянської влади. Проте з кінця 1940-х років відбувається поступовий перехід від збройної боротьби до мирних форм опору тоталітарному режимові. Зрештою, до початку 1960-х років повстанський рух був повністю придушений. Останній бій УПА відбувся у Підгаєцькому районі 14 квітня 1960 року — в лісі біля хутора Лози, розташованого між селами Шумлянами та Божиковим.
1965 року в Україні відбулися масові політичні арешти. У Тернополі було арештовано та засуджено членів підпільної націоналістичної організації Ігоря та Олеся Ґерет, Миколу Литвина, М. Чубатого, Василя Ярмуша та інших.
5 червня 1967 року Тернопільську область нагороджено орденом Леніна — за досягнення трудящих області в господарському і культурному будівництві
1973 року в с. Росохач виникла молодіжна підпільна група (т. зв. Росохацька група), до якої входило 9 осіб, зокрема Володимир Мармус та Степан Сапеляк. Вночі 22 січня 1973 року на День соборності учасники групи розклеїли в місті Чорткові антирадянські листівки та вивісили синьо-жовті прапори, за що були заарештовані й засуджені на різні терміни позбавлення волі.
Кінець 1980-х років позначений актами громадянської непокори радянській системі, дедалі більше фактів свідчили про поглиблення кризи в компартії — 1988 року дев'ять осіб здали партквитки. Посилилася тенденція занепаду комсомольських організацій — 1988 року у порівнянні з 1985 роком членів ВЛКСМ поменшало майже на 20 %. У перші роки перебудови виникли неформальні групи та організації, в тому числі політизовані. За рекомендацією Михайла Гориня та В'ячеслава Чорновола в серпні 1988 року створено тернопільську філію Української Гельсінської Спілки (УГС, голова Л. Горохівський). 24 березня 1989 в Тернополі організовано перший в Україні осередок Народного Руху України. 1989 року виникло товариство «Меморіал» (голова Марія Куземко). Поміж молодіжних організацій провідна роль належала товариству «Вертеп» (кер. А. Пасічник).
З ініціативи УГС, НРУ, «Меморіалу» 21 травня 1989 року в центрі Тернополя встановлено знак на місці майбутнього пам'ятника Тарасу Шевченкові. Тоді ж уперше відкрито використано національну символіку. Резонансною подією стало зняття у Тернополі 8 серпня 1990 року пам'ятника Леніну; цим демонтажем керував Ярослав Демидась. За участю членів бюро обласної письменницької організації в області випускали самвидавчу літературу, газети «Дзвін», «Посвіт», «Тернистий шлях», «Тернове поле». Національно-демократичні сили брали участь у багатьох регіональних та в усіх всеукраїнських національно-патріотичних акціях. Висока громадська активність в регіоні виявилася найвищою в Україні «за» (98,67 %) проголошення незалежності на референдумі 1991 року.

### Період відновлення Незалежности України
В рамках підготовки до Євро-2012 з футболу було майже повністю реконструйовано центральний стадіон (за винятком бігових доріжок).
Станом на кінець 2015 року — одне з двох міст області (також Чортків), яке має активні очисні споруди.

### Епідемія коронавірусу
Станом на 09:00 3 травня на Тернопільщині 868 випадків COVID-19, 15 — летальних,  127 людей одужали.

## Адміністративно-територіальний устрій

### Загальна інформація
Адміністративний центр області — місто Тернопіль.
У складі області:
- районів — 3[103];
- населених пунктів — 1057, в тому числі:
  - міського типу — 35, в тому числі:
    - міст — 18[104], в тому числі:
      - міст обласного значення — 2[105];
      - міст районного значення — 16[106];

    - селищ міського типу — 17[107];

  - сільського типу — 1022[108], в тому числі:
    - сіл — 1021[109];
    - селищ — 1[110].

У системі місцевого самоврядування:
- районних рад — 17[111];
- міських рад — 18[112];
- селищних рад — 17[113];
- сільських рад — 580[114].

### Зміни адміністративно-територіального устрою
Окрім існуючих до 2020 року районів, 1940 року також було утворено Білобожницький, Буданівський, Великоборківський, Великоглибочецький, Вишнівецький, Гримайлівський, Заложцівський, Золотниківський, Золотопотіцький, Великодедеркальський, Козлівський, Копичинецький, Мельнице-Подільський, Микулинецький, Новосільський, Почаївський, Пробіжнянський, Скала-Подільський, Скалатський, Струсівський, Товстенський, Коропецький райони. Відтак протягом 1950-1960-х рр. ці адміністративно-територіальні одиниці приєднано до інших районів із більшими районними центрами.

## Місцеве самоврядування, політичне становище
| Результати парламентських виборів 2014 на Тернопільщині | Результати парламентських виборів 2014 на Тернопільщині | Результати парламентських виборів 2014 на Тернопільщині | Результати парламентських виборів 2014 на Тернопільщині | Результати парламентських виборів 2014 на Тернопільщині |
| ------------------------------------------------------- | ------------------------------------------------------- | ------------------------------------------------------- | ------------------------------------------------------- | ------------------------------------------------------- |
|                                                         |                                                         |                                                         |                                                         |                                                         |
| «Народний фронт»                                        | «Народний фронт»                                        |                                                         | 36.50%                                                  | 36.50%                                                  |
| «Солідарність»                                          | «Солідарність»                                          |                                                         | 19.73%                                                  | 19.73%                                                  |
| „Самопоміч“                                             | „Самопоміч“                                             |                                                         | 11.30%                                                  | 11.30%                                                  |
| ВО «Свобода»                                            | ВО «Свобода»                                            |                                                         | 8.18%                                                   | 8.18%                                                   |
| Радикальна партія Олега Ляшка                           | Радикальна партія Олега Ляшка                           |                                                         | 6.59%                                                   | 6.59%                                                   |
| ВО «Батьківщина»                                        | ВО «Батьківщина»                                        |                                                         | 6.31%                                                   | 6.31%                                                   |

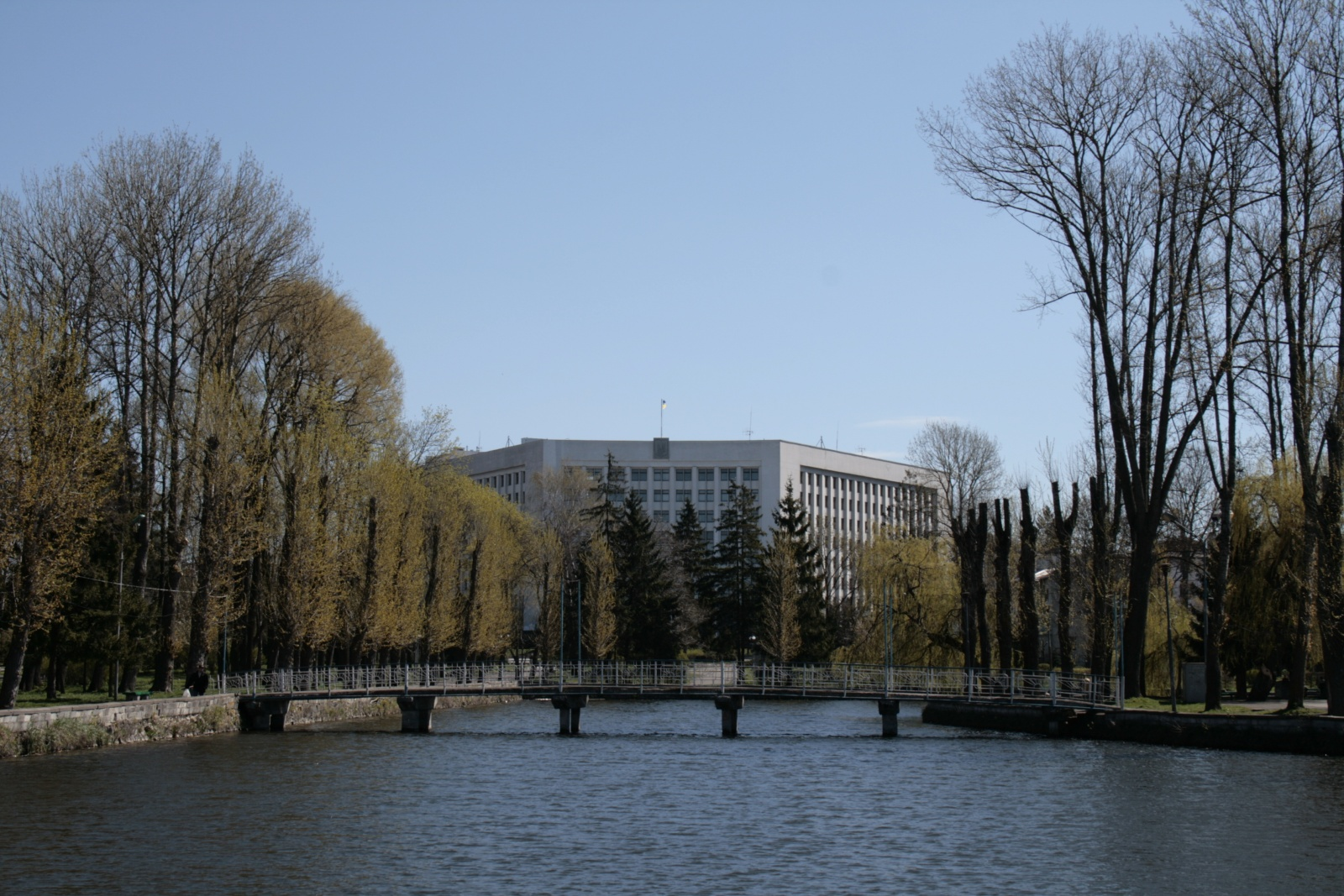
Тернопільська обласна рада

Представницький орган влади — Тернопільська обласна рада — складається зі 120 депутатів, обирається населенням Тернопільської області терміном на п'ять років. Рада обирає постійні й тимчасові комісії. Виконавчу владу в області представляє Тернопільська обласна державна адміністрація, яку очолює Степан Барна (перший заступник голови — Іван Крисак, заступники — Юрій Юрик, Олег Валов, заступник голови-керівник апарату — Ігор Вонс). Тернопільська ОДА включає 19 структурних підрозділів: департамент економічного розвитку, департамент агропромислового розвитку, головне фінансове управління, головне управління праці та соціального захисту населення, головне управління розвитку інфраструктури, управління зовнішніх зносин, зовнішньоекономічної та інвестиційної діяльності, управління з питань туризму, управління у справах сім'ї та молоді, управління з питань фізичної культури і спорту, управління капітального будівництва, управління містобудування та архітектури, управління житлово-комунального господарства, управління з питань надзвичайних ситуацій та у справах захисту населення від наслідків Чорнобильської катастрофи, управління освіти і науки, головне управління охорони здоров'я, управління культури, головне управління з питань внутрішньої політики, національностей, релігій, преси та інформації, служба у справах дітей та Державний архів Тернопільської області. При Тернопільській обласній раді 2002 створена Економічна рада Тернопільської області, до якої увійшли депутати, провідні вчені, керівники промислових і аграрних підприємств, юристи, спеціалісти різних галузей народного господарства. Від 2002 виходить інформаційно-методичний вісник Тернопільської обласної ради «Рада».
Інтереси місцевої громади у Верховній Раді України представляють депутати-мажоритарники Олексій Кайда, Михайло Головко (ВО «Свобода»), Володимир Бойко, Михайло Апостол, Іван Стойко (ВО «Батьківщина»). Найбільшу підтримку місцевих виборців на парламентських виборах здобувають праві партії націонал-демократичного та націоналістичного спрямування: Народний Рух України, Українська республіканська партія, Конгрес Українських Націоналістів у 1990-х роках, «Наша Україна» (Блок Віктора Ющенка), Всеукраїнське об'єднання «Батьківщина» (Блок Юлії Тимошенко) та Всеукраїнське об'єднання «Свобода» у 2000-х-2010-х роках. На президентських виборах у 1991, 1994, 1999, 2004, 2010 та 2014 роках у другому турі найбільше голосів здобували В'ячеслав Чорновіл (57,45 %), Леонід Кравчук (94,8 %), Леонід Кучма (92,17 %), Віктор Ющенко (96,03 %), Юлія Тимошенко (88,39 %) та Петро Порошенко (60.63 %) відповідно.

## Господарство
Структура земельного фонду
Тернопільська область належить до Подільського економічного району. До найважливіших галузей народного господарства області належать промисловість та сільське господарство, перспективна для розвитку — туристична галузь. Значні природні й трудові ресурси, концентрація переробної промисловості (цукрової, спиртової, плодоовочеконсервної), географічне розташування на перехресті важливих транспортних шляхів із Східної в Центральну і Західну Європу виділяють область як регіон із сприятливими можливостями для підприємницької діяльності. Крім того, її розташування у західній частині правобережного лісостепу в зоні з родючими ґрунтами і достатнім зволоженням сприяє розвитку сільськогосподарського виробництва, а близькість до Львівсько-Волинського вугільного басейну та індустріального Прикарпаття — розвитку різних галузей промисловості.
В області функціонують структури, покликані сприяти підприємцям у бізнесовій діяльності, зокрема, обласний фонд підтримки підприємництва, на базі якого створено Центр менеджменту інвестицій. Один із напрямків діяльності Центру — створення поновлювальної інформаційної бази даних інвестиційних проєктів суб'єктів господарювання області та щорічне видання Каталогу інвестиційних пропозицій підприємств, установ та організацій Тернопільської області. Серед інших напрямків діяльності Центру — методичне забезпечення (сприяння у розробленні інвестиційних паспортів територіальних громад); розробленні бізнес-планів інвестиційних проєктів та пошук інвесторів; репрезентація інвестиційного потенціалу на економічних форумах та інвестиційних ярмарках.
Питома вага підприємницьких структур у галузі торгівлі та громадського харчування становить близько 34 %, промисловості — 19,5, будівництві — 7,4, сільському господарстві — 12,9 %.

### Сільське господарство
Земельні ресурси — основне багатство області. Із загальної площі земельного фонду 75,9 % становлять землі, що використовуються для сільського господарства. Розораність території — 62 %, один із найвищих відсотків в Україні. Орні землі в структурі сільськогосподарських угідь займають 81 % (близько 850 тис. га) — найвищий показник в Україні. У ґрунтовому покриві переважають чорноземи та сірі опідзолені ґрунти — групи найродючіших ґрунтів у світі.
Аграрний сектор займає провідне місце у народногосподарському комплексі області, сільське господарство дає 30 % валового внутрішнього продукту регіону і забезпечує потреби населення області в основних харчових продуктах та потреби переробної промисловості у сировині, створює основу експортного потенціалу області. Серед галузей сільського господарства переважає рослинництво, де виробляється 59—66 % (2006—2010) валової продукції; 34 % припадає на тваринництво, основними галузями якого є скотарство, свинарство та птахівництво. Основними культурами, які вирощують в області, є озима пшениця, ярий ячмінь, кукурудза, цукровий буряк, озимий ріпак. В результаті реформування агропромислового комплексу створено нові формування, серед яких понад 250 приватних (приватно-орендних) агропромислових підприємств, близько 200 господарських товариств, 19 кооперативів, понад 770 фермерських господарств та інших господарських структур.
Тернопільська область займає провідне місце в Україні зі заготівлі дикорослих плодів, ягід, березового соку, лікарських трав. Ліси області мають значні ресурси лікарської сировини. Більш як на 860 га створено плантації шипшини, калини, обліпихи, аронії, кизилу, лимонника китайського. Важливе значення мають звіробій, суниця, мати-й-мачуха, чистотіл та інші.

### Промисловість
Обсяг промислового виробництва Тернопільщини становить у порівняльних цінах 1,9 млрд грн. — 0,6 % обсягу в Україні. Провідне місце серед галузей промисловості (60 % загального обсягу) належить харчовій, яка переробляє сільськогосподарську сировину. У ній виділяються: цукрова, м'ясна, молочна, спиртово-горілчана, кондитерська, тютюнова, плодоовочеконсервна, борошномельна та інші галузі.
За обсягами виробництва продукції лідер — цукрова промисловість (діють 8 цукрових заводів, які виробляють майже 10 % цукру з цукрових буряків від загального обсягу в Україні). Вагоме місце в державі займають також спиртова (виробляє 27 % спирту в Україні) та молочна (5,6 % масла) галузі області. Продукція харчової промисловості — основа експортного потенціалу Тернопільщини.
До провідних галузей промислового комплексу області належить машинобудівна, легка, скляна та порцеляно-фаянсова, хімічна, деревообробна і меблева. Машинобудування об'єднує промисловості: електротехнічну, засобів зв'язку, сільськогосподарського машинобудування та інші підгалузі. Усі підприємства працюють на привізному металі, випускаючи трудомістку продукцію: електротехнічні прилади, засоби зв'язку, світлотехнічне обладнання, сільськогосподарську техніку. Найбільші підприємства галузі — ВАТ «Ватра» та СП «Ватра-Шредер» (світлотехнічне обладнання виробничного та культурно-побутового призначення), ВАТ «Тернопільський комбайновий завод» (сільськогосподарську техніку), ВАТ «Оріон» (засоби радіозв'язку), ТОВ «Люїзо» (інструменти з твердих сплавів; аналогів його продукції на території України нема). Легка промисловість Тернопільщини базується на місцевій (шкіра) і привізній сировині (бавовна, шерсть, текстиль, шкіра та ін.) і представлена 24 підприємствами, зокрема ВАТ «Текстерно», ВАТ «Галія», ВАТ «Вінітекс», СП «Біллербек-Україна».
За останні роки створено ряд нових підприємств, які організовують виробництво конкурентоспроможної продукції, зокрема філія ТОВ «Ла Кастеллана», СП «Антарес», ТОВ «Теркурій-2». Скляну і порцеляно-фаянсову промисловість представляють ВАТ «Бережанський склозавод», ТОВ «Фірма „Декор“», ТОВ «Тернопільфарфор». До меблевої та деревообробної промисловості належать ПП «Фабрика меблів „Нова“», ЗАТ «Тернопільське меблеве підприємство», СП Фірма «МАК», ТОВ «Будсервіс», ТОВ «Ліском». Продукція цих підприємств має значний попит у споживачів. Також на теренах Тернопільщини розташоване ПП "Галіт", яке виготовляє стоматологічне обладнання.

### Зовнішньоекономічні зв'язки
Експортні та імпортні постачання зв'язують Тернопільщину із 87 країнами світу. Основними торговельними партнерами краю є Австрія, Іспанія, Італія, Китай, Молдова, Нідерланди, Німеччина, Польща, РФ, Угорщина, Франція, Чехія. Тернопільська область експортує в Австрію, Молдову, Німеччину, Польщу, РФ переважно продукцію харчової промисловості, тваринництва, деревину та вироби з неї, текстиль і текстильні вироби, машини, електричне обладнання, інші промислові товари. Італія, Китай, Нідерланди, Німеччина, Польща, Франція, Чехія імпортують в область машини та електричне обладнання, фармацевтичну продукцію, транспортні засоби, пластмаси і вироби з них, продукти рослинного походження, чорні метали. Іноземні інвестиції в економіку області здійснюють у вигляді переважно спільних підприємств або підприємств із 100 % іноземним капіталом.
У Тернопільській області — значна кількість підприємств, перспективних для вкладення капіталу. Продукція, що можуть поставляти на експорт: продукти тваринного походження, м'ясо яловиче, ковбаси, крохмаль, етиловий спирт, горілка та горілчані вироби, соки, пиво, мінеральні води, макаронні та хлібобулочні вироби, борошно, крупи, плодоовочеві консерви, кондитерські вироби, дріжджі, харчові концентрати, майонез, масло, різні види твердих сирів, казеїн, ферментативний тютюн, цигарки. З непродовольчої групи — складні залізобетонні конструкції, цегла, облицювальна гранітна плитка, меблі, вироби з дерева, паркет, шпон, лісоматеріали, фармацевтичні засоби, побутова хімія, пральні порошки, шампуні, мийні засоби, поліетиленові мішки, комбайни бурякозбиральні й запасні частини до них, електричні машини та обладнання, антени супутникові, радіостанції, світлотехнічне обладнання, світильники, мікрокалькулятори, годинники, вироби зі скла, порцеляно-фаянсовий посуд, ялинкові іграшки та прикраси, текстиль і трикотажний одяг, тканини бавовняні, пряжа шерстяна, швейні вироби, шкіра, лінолеум, перо-пухові вироби тощо.

## Транспорт та комунікація

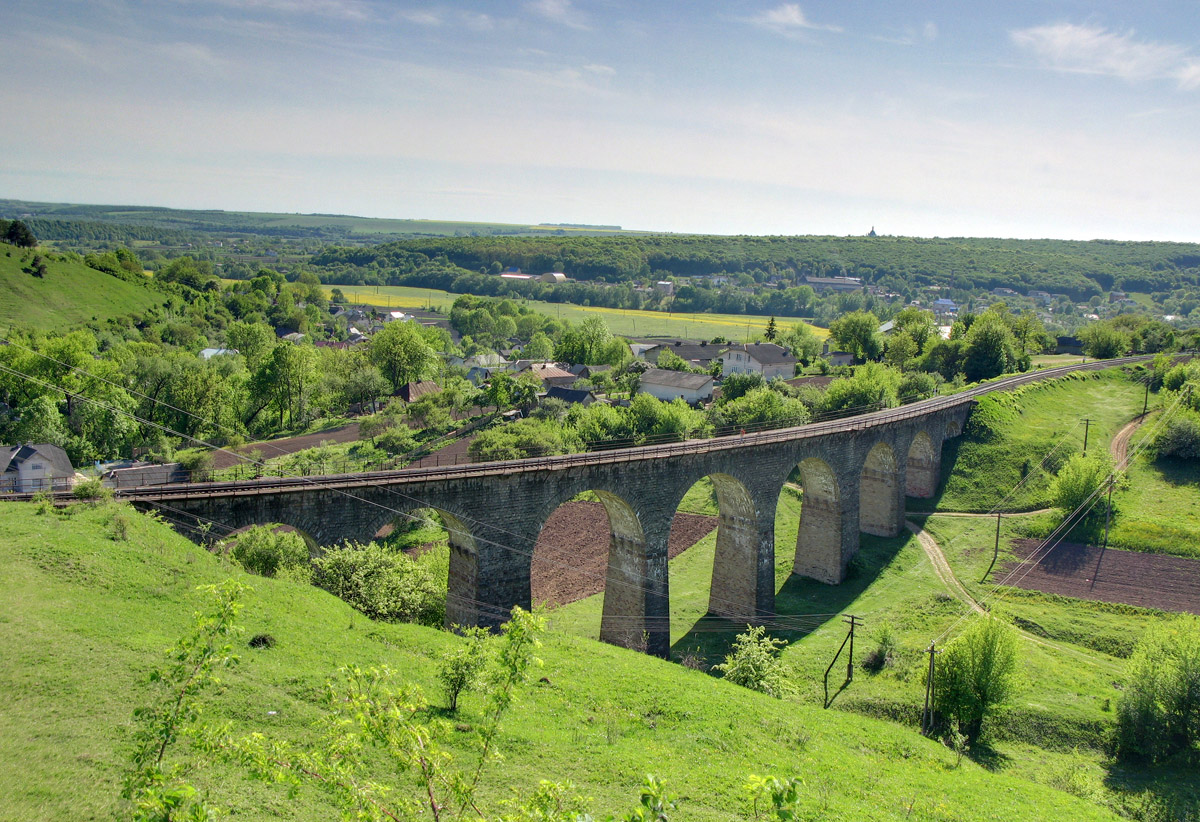
Залізничний міст між Теребовлею і Плебанівкою — один з 5 залізничних віадуків в Україні

Транспортна галузь області представлена залізничним, автомобільним, річковим, трубопровідним та авіаційний транспортними засобами.
Залізничний комплекс області включає 14 підприємств, які належать до Тернопільської дирекції Львівської залізниці. На території області розташовані майже 40 станцій та залів очікування пасажирів, а також зупинні платформи на перегонах між станціями. Щільність залізничної мережі на території області становить 45,9 км на 1 тис. км², що значно перевищує такий же показник в Україні (37,6 км).
Найважливіша магістраль (Львів — Київ) перетинає область із заходу на схід, і є єдиною електрифікованою ділянкою в області.
Міжобласне значення має залізниця Тернопіль — Чернівці. По ній курсує поїзд 357 до Рахова, приміські поїзди до Заліщиків, Чорткова, Іване-Пустого, а з 1 вересня 2017 року також до Гусятина.
Також по області пролягають магістральні, хоч і менш значущі, ділянки Тернопіль-Шепетівка, Тернопіль-Ходорів.
Довжина автомобільних шляхів в області становить 5,6 тис. км (2005 рік), причому 5,1 тис. км — це дороги із твердим покриттям. У середньому на 1 тис. км² території припадає 405 км автомобільних шляхів, а із твердим покриттям — 358 км (в Україні ці показники становлять відповідно 270 і 247 км). Серед областей України Тернопільська займає 20 місце за загальною протяжністю доріг з чорним покриттям, 1 місце із забезпеченості дорогами з твердим покриттям на 1000 м кв. території, що свідчить про доволі густу мережу автошляхів. Через територію Тернопільської області проходять автошляхи: європейського значення E50 Брест — Махачкала, міжнародного значення М12 Стрий — Знам'янка та М19 Доманове — Тереблече (Чернівецька область), національні Н02 Львів — Тернопіль, Н18 Івано-Франківськ — Тернопіль та інші, регіональні Р24 Татарів — Бересток, Р26 Острог — Радивилів та Н02 Крем'янець — Ржищів.
Річковий транспорт в області розвинутий лише на ріці Дністер нижче від міста Заліщики. Ним перевозяться в основному будівельні матеріали (гравій, галька), які добуваються із дна цієї річки. Територію Тернопільщини перетинають нафтопровід «Дружба», газопроводи «Союз» (Оренбург — західний кордон), Уренгой — Помари — Ужгород, Дашава — Київ, Торжок — Долина. Авіаційний транспорт активно розвивався в радянський період і в основному використовувався для перевезення пасажирів. Тоді в області була густа мережа аеропортів, для міжміських польотів використовувалися літаки Ан-2. Після економічної кризи 1990-х років більшість аеропортів маленьких міст Тернопільщини закрили. Аеропорт «Тернопіль», розташований на східній околиці міста, має злітно-посадкову смугу з штучним покриттям розміром 2000 м х 42 м, може обслуговувати повітряні судна з максимальною злітною масою до 61 тонни (літаки типу Л-410, Ан-24, Ан-26, Ан-12, Як-40, Як-42, Іл-18, ТУ-134, та вертольоти всіх типів). В області є 2 аеродроми (Борщів і Мельниця-Подільська), 1 вертодром (с. Лопушне Крем'янецького району), нині використовуються вкрай рідко.

## Освіта, наука, спорт
2012 року в області було 537 дошкільних навчальних закладів (ДНЗ), у яких навчалося 28367 дітей (48 % дітей відповідного віку), 2012 — 2013 навчального року діяло 876 загальноосвітніх навчальних закладів, у яких навчалися 110,4 тис. учнів та працювало 18,1 тис. учителів, 2011 року 24 професійно-технічні заклади випустили 6 тисяч кваліфікованих робітників. 2012 — 2013 навчального року в області працювало 12 вищих навчальних закладів I—II рівнів акредитації та 8 III—IV рівнів акредитації, у яких навчалося 8,6 тис. та 36,8 тис. студентів відповідно. На кінець 2011 року в області було 442 аспіранти та 17 докторантів. 4 університети області зосереджені в місті Тернополі — технічний імені Івана Пулюя, класичний, педагогічний імені Володимира Гнатюка та медичний імені І. Я. Горбачевського. Серед відомих науковців-уродженців краю фізики першовідкривач рентгенівських променів та перекладач Біблії Іван Пулюй, винахідник антирефлексійного покриття лінз Олександр Смакула, дослідник у галузі релятивістської квантової механіки Зенон Храпливий, хімік, гігієніст та епідеміолог Іван Горбачевський, промисловець у США, винахідник нового типу кріплення для використання в авіації Володимир Джус, економіст, член Римського клубу Богдан Гаврилишин, історик, археолог, дослідник черняхівської культури Ігор Ґерета, мовознавець, діалектолог, словникар Іван Верхратський та інші.

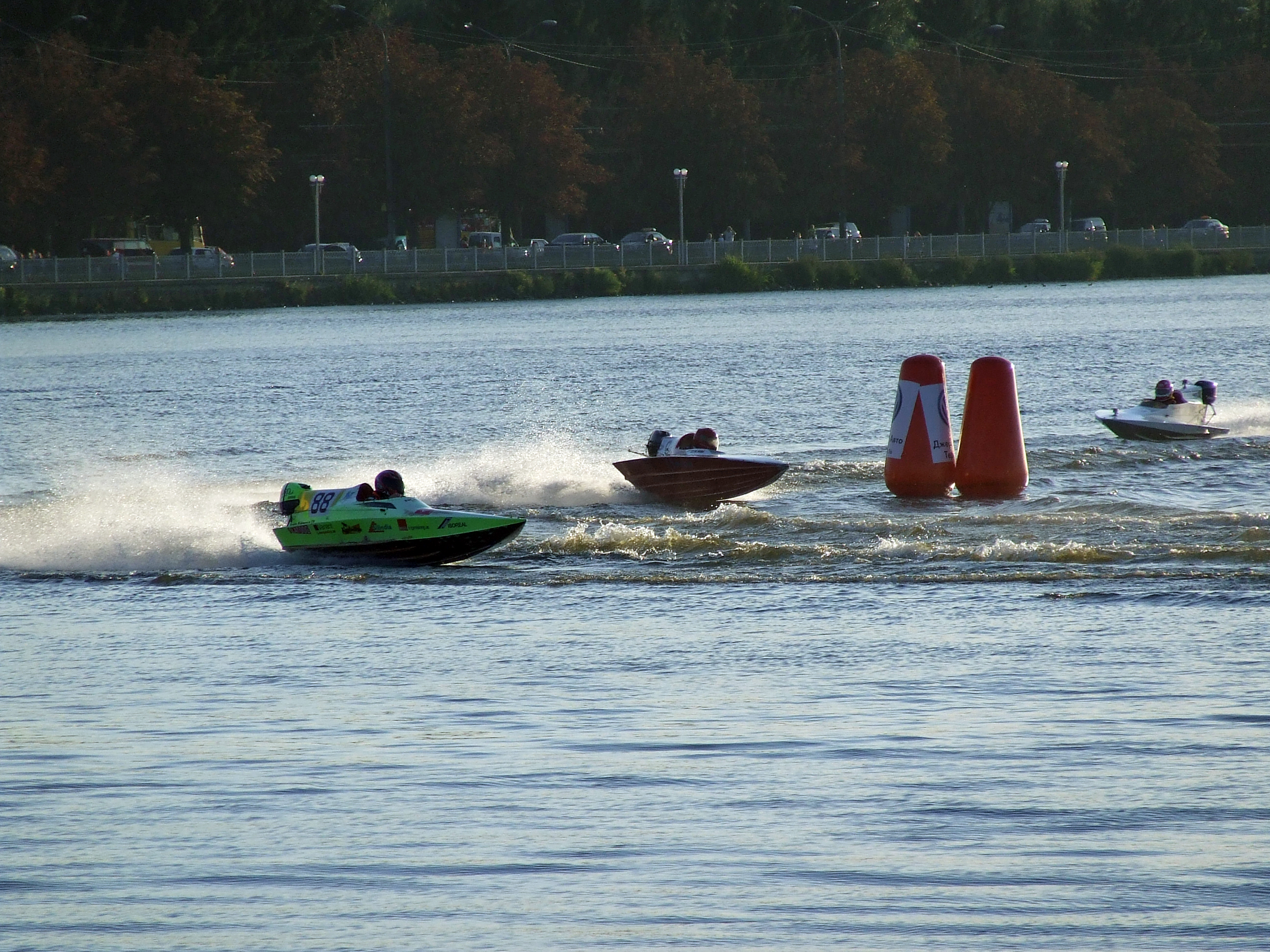
Чемпіонат світу з водномоторного спорту 2012 року проходив на Тернопільському ставі

2007 в області діяли спортивні товариства «Колос», «Україна», «Динамо», «Спартак». Функціонують 22 стадіони, 1025 спортивних майданчиків, 423 футбольних поля, 3 лижні бази, 144 стрілецькі тири, 10 басейнів, 436 спортивних залів, 3 легкоатлетичних ядра, 397 гімнастичних містечок, 384 приміщення для фізкультурних занять, 3 трампліни. Задіяна система підготовки спортивних резервів, що охоплює 35 ДЮСШ, 6 спеціалізованих шкіл олімпійського резерву, обласну школу вищої спортивної майстерності, обласний центр інвалідного спорту «Інваспорт». 2007 в спортивних школах області займалося понад 15 тис. дітей та підлітків. Найкращі спортивні команди області — «Нива», ФК «Тернопіль», «Колос» (Бучач), «Кристал» (Чортків), «Аванґард», Дністер (Заліщики); спортивні клуби — «Галичанка-Галекспорт», «Надзбруччя», «Академія», «Унітех» (усі — Тернопіль). 25—26 серпня 2012 року на Тернопільському ставі проходив чемпіонат світу з водномоторного спорту. Серед відомих спортсменів краю — найсильніший український шахіст, уродженець містечка Копичинець Василь Іванчук — чемпіон Європи (2004), світу (2001), 4-разовий переможець шахових олімпіад — 2004 та 2010 у складі збірної України (1988 та 1990 — збірної СРСР).

## Охорона здоров'я

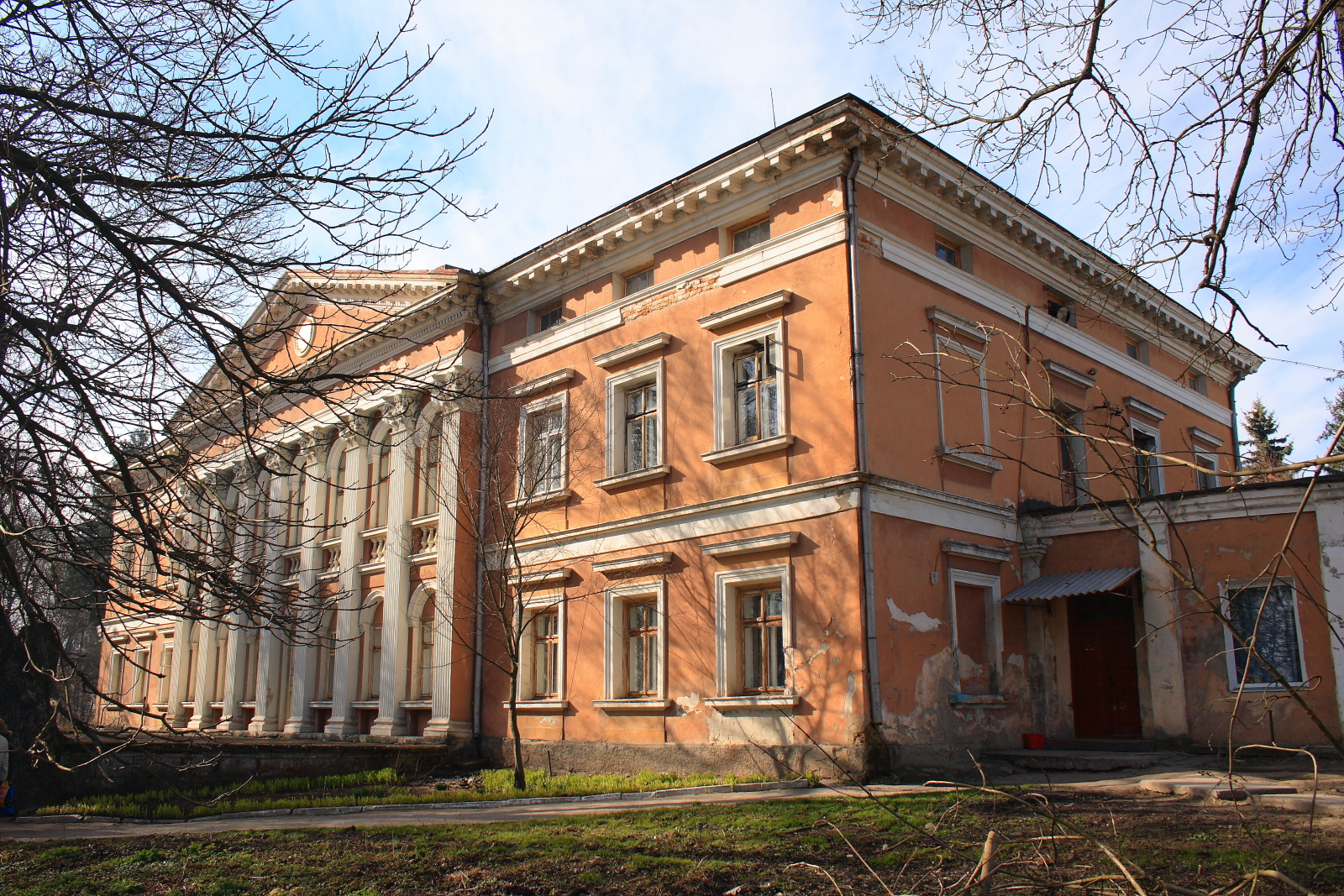
Микулинецька обласна фізіотерапевтична лікарня-санаторій у приміщенні ампірного палацу графів Реїв 19 століття

З середини 2000-х років на Тернопільщині розпочалася реорганізація системи охорони здоров'я з урахуванням досвіду передових країн: поступово впроваджується сімейна та приватна медицина, гуманітарна допомога доброчинних організацій закордонних країн лікувальним закладам та ін.
Медичну допомогу населенню області надають 71 лікарняний заклад, амбулаторно-поліклінічну: 57 поліклінік при лікарняних закладах, 2 медсанчастини, 117 сільських лікарняних амбулаторій, 777 ФАП. В області діють: Державна комплексна програма соціально-медичного забезпечення ветеранів війни до 2005, Національна програма боротьби із захворюваннями на туберкульоз на 2002—2005, Державна програма «Онкологія» на 2002—2006, Національні програми «Діти України» на 2002—2005 та «Репродуктивне здоров'я» на 2001—2008; обласні спеціалізовані центри: ендокринологічний, нефродіалізний, кардіологічний, спеціалізованої допомоги хворим із гострими розладами мозкового кровообігу, мікрохірургії ока.

## Культура
В області функціонують 2067 закладів культури і мистецтва, з них 918 клубного типу, 940 бібліотек, 52 школи естетичного виховання, 26 державних музеїв (у тому числі філії) та 140 громадських музейних закладів, серед яких Тернопільський обласний краєзнавчий музей, Тернопільський художній музей, Борщівський краєзнавчий музей, Велеснівський етнографічно-меморіальний музей В. Гнатюка, Меморіальний музей-садиба Леся Курбаса, Меморіальний музей Богдана Лепкого (Бережани), Літературно-меморіальний музей Юліуша Словацького та інші, драматичний та ляльковий театри, обласна філармонія та інші заклади. Один із важливих напрямків діяльності закладів культури — аматорське мистецтво. 251 колективу надано звання «народний» і «зразковий». Майже 50 тис. осіб беруть участь у 3900 творчих колективах і об'єднаннях, забезпечуючи високий мистецький рівень заходів із нагоди державних свят, конкурсів, фестивалів, концертів, художніх виставок.

Тернопільський обласний краєзнавчий музей

### Фестивалі
На Тернопільщині проходить понад 25 різних фестивалів, найвідоміші з яких: фольклорно-обрядове дійство «Маланка» (с. Горошова), книжковий фестиваль "ДжураФест (Тернопіль), кулінарний фестиваль «Вареник-Фест» (Збараж), фестиваль Бережанського замку (Бережани), мистецько-краєзнавчий фестиваль «Братина» (с. Стіжок), «Червоне-фест» (с. Нирків), свято народних ремесел, фольклору та хореографії «Тернопільські обереги» (Тернопіль), фестиваль мистецтв «Забави у княжому місті» (Теребовля), кулінарний фестиваль «КоропФест» (смт Коропець), мистецько-розважальний фолкрок фестиваль «На хвилях Серету» (Залізці), всеукраїнський фестиваль лемківської культури «Дзвони Лемківщини» (урочище «Бичова» поблизу міста Монастириська), фестиваль стрілецької та повстанської пісні «Дзвони Лисоні» (Бережани), фольклорно-мистецький фестиваль «В Борщівському краї цвітуть вишиванки» та кулінарний фестиваль борщу «Борщ'їв» (Борщів), всеукраїнський фестиваль-конкурс козацької пісні «Байда», фестиваль народного танцю «Червона калина» (Тернопіль), всеукраїнський фестиваль «Тернопільські театральні вечори. Дебют» (Тернопіль), міжнародний джазовий фестиваль «Jazz Bezz» (Тернопіль), Міжнародний "Мистецький фестиваль «Ї» (Тернопіль) та інші.

### Народна культура
Серед річного календарно-обрядового циклу Тернопільщини найбільш збереженим до останнього часу виявився зимовий. Його складають такі свята, як Андрія, Миколая, Різдво, Новий рік та Йордан.
Найпоширеніший вид декоративно-ужиткового мистецтва — вишивка — має характерні особливості в усіх районах краю й відрізняється за композицією, технікою виконання, колоритом. На Тернопільщині простежують три школи писанкарства: західноподільську, лемківську, гуцульську. Селяни Тернопільщини прикрашають житла розписами і витинанками з паперу. На Тернопільщині розвинута художня обробка металу, колаж, аплікація, нанизання з бісеру; художнє слюсарство і декоративні розписи будинків; навершя на димарях та корони ринв, які часто прикрашають декоративними птахами й квітами з бляхи. Мають попит нагрудні й нашийні прикраси з бісеру: ґердани, комірці, ланцюжки, крученики, силянки, кризи. Народні майстри Тернопільщини різьблять із дерева меблі, рами, ложки, макогони, ступи, маглі, прядки, терлиці, вози, ціпи та ін., іноді прикрашаючи їх рельєфним, напівоб'ємним різьбленням або гравіюванням, вирізують вибійчасті дошки для набивання декору на тканини. Виробництвом дерев'яних іграшок займалися в селах Лисичинці та Звенигород. Музичні інструменти (сопілки, ліри) виготовляли у селах Вільховець, Іване-Золоте, місті Почаїв та містечку Залізці. Відомі у краї вироби майстрів-ткачів, килимарів, оригінальні мистецькі роботи гончарів.

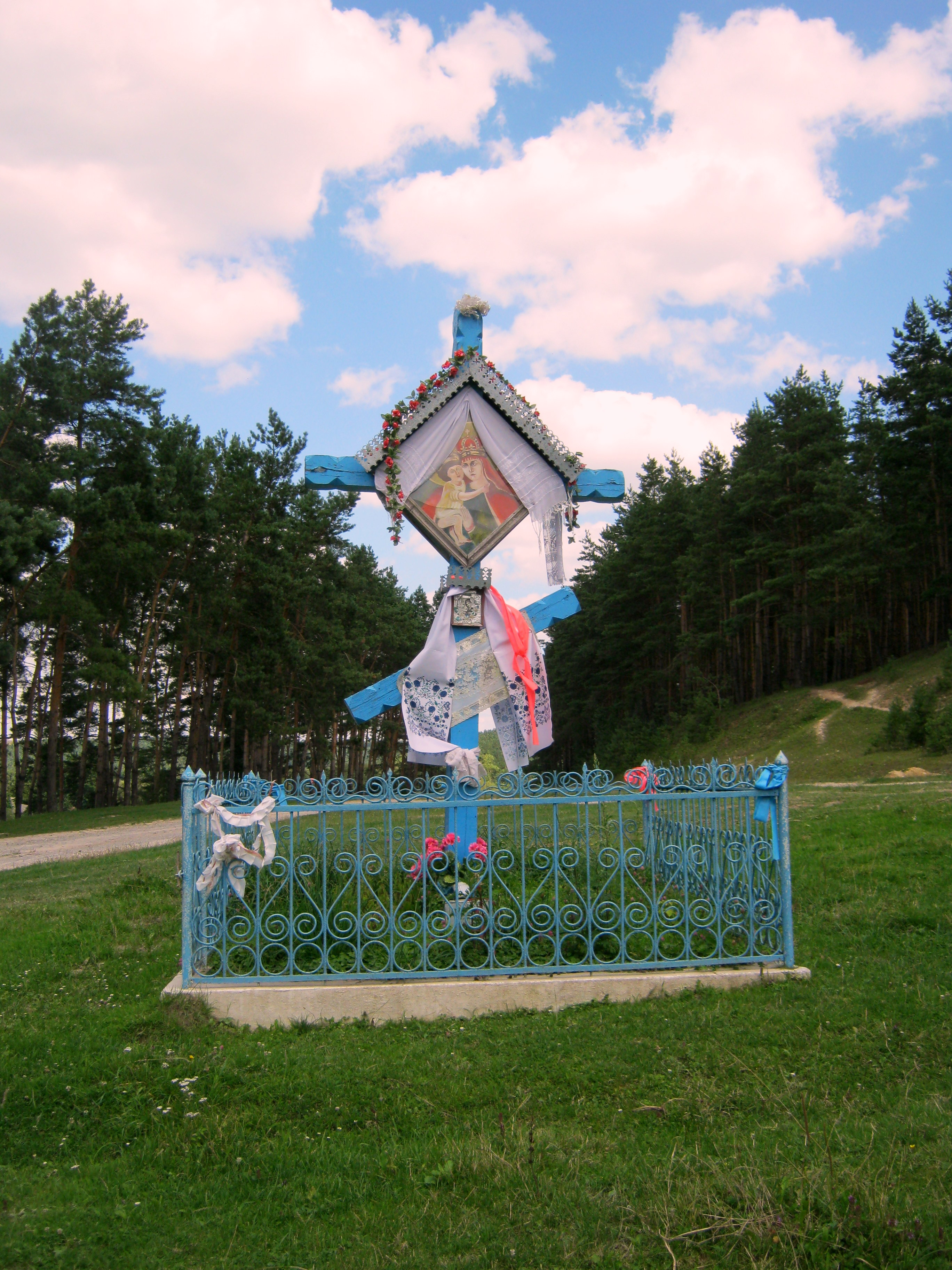
Дерев'яний хрест із зображенням Почаївської ікони, вбраний у традиційні українські рушники з села Бакоти Кременецького району
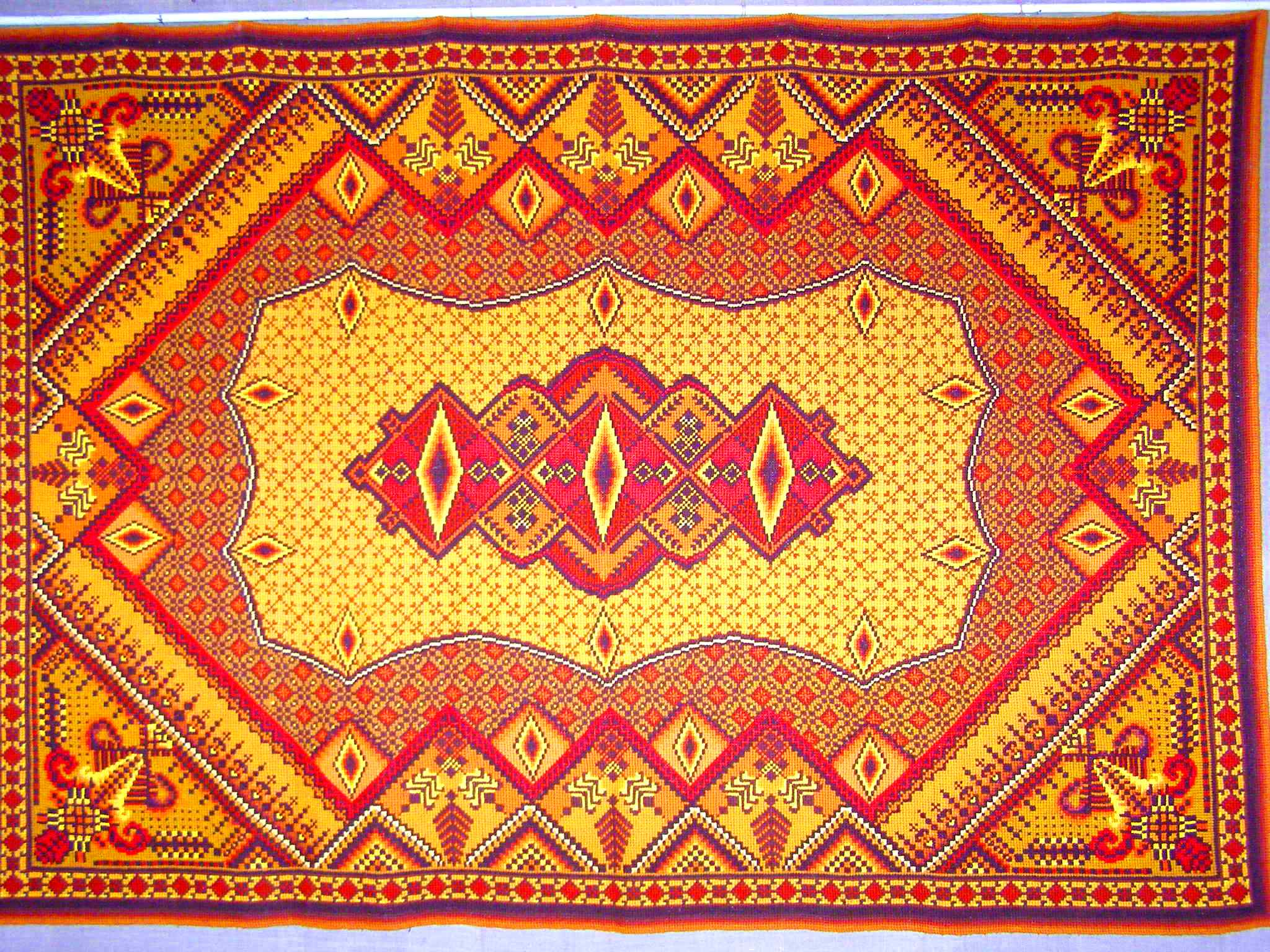
Традиційний килим з Бережанщини. Експозиція Бережанського краєзнавчого музею
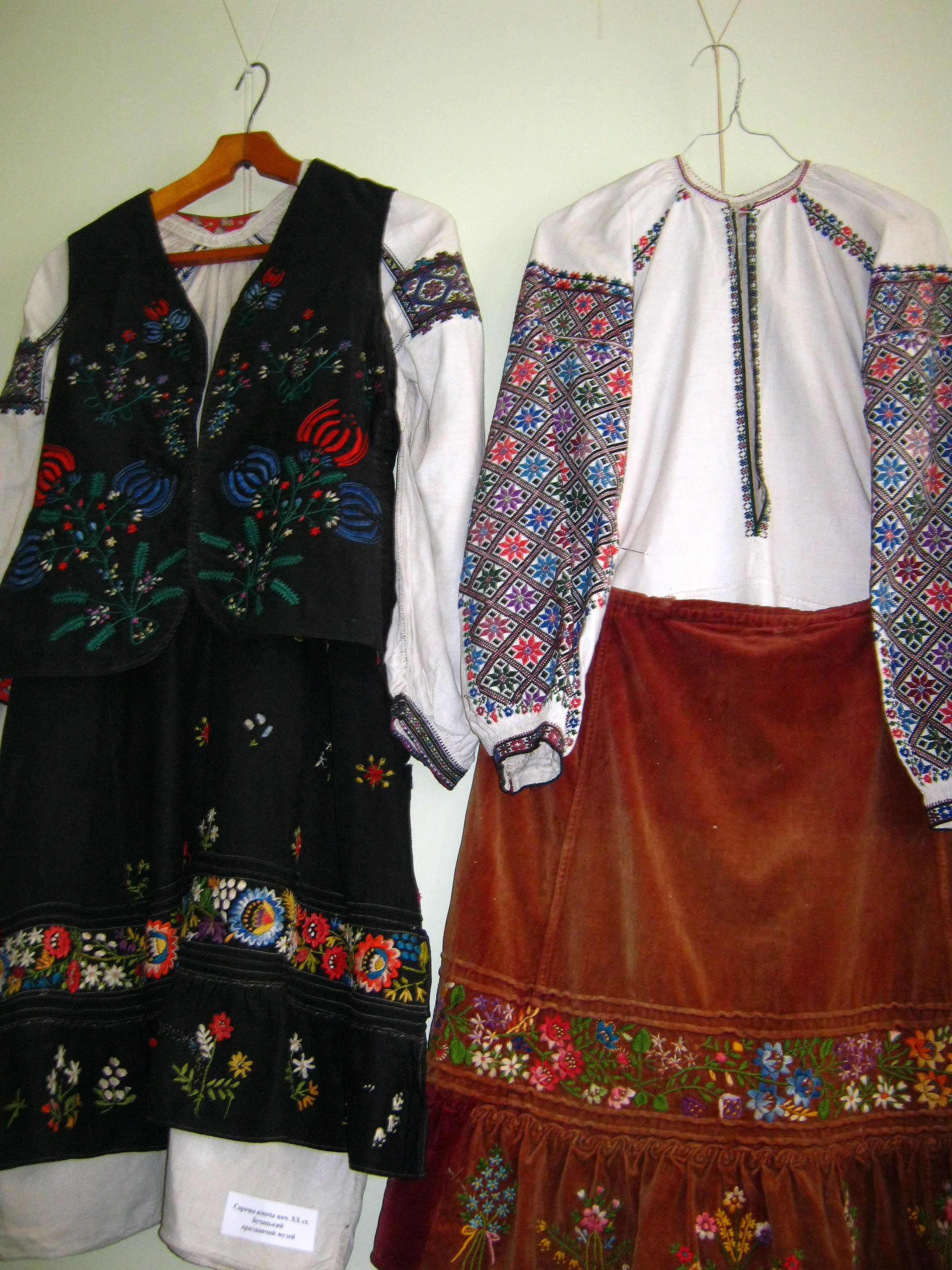
Традиційні жіночі костюми з Бучаччини. Експозиція Бучацького краєзнавчого музею
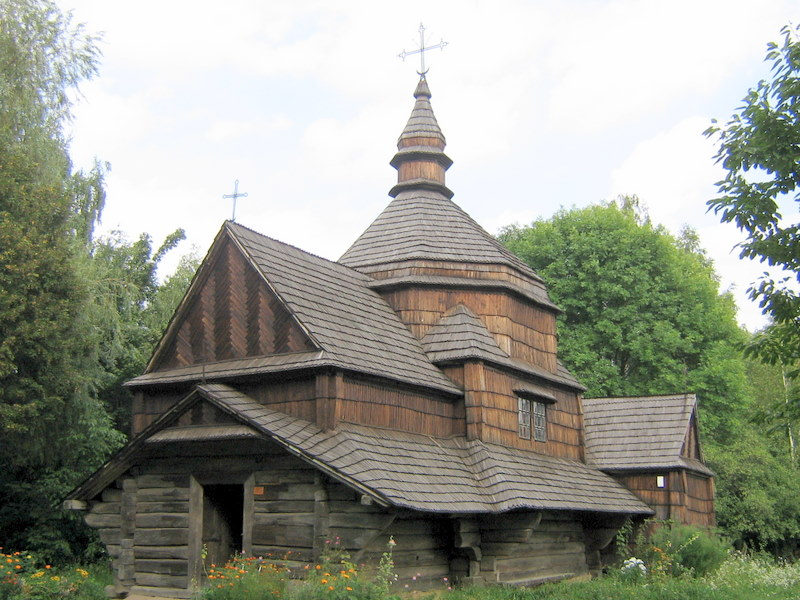
Церква Святого Миколая з села Зелене Гусятинського району в експозиції Національного музею народної архітектури та побуту

Фольклор та етнографію області досліджували Іван Пашковський, Зорян Доленґа-Ходаковський, Іван Вагилевич, Яків Головацький, о. Гнат Галька, Павло Чубинський, Володимир Гнатюк, Осип Роздольський, та ін. У 1989 — 1993 роках, завдяки збирачам-фольклористам П. Медведику та С. Стельмащуку, вийшла збірка у двох частинах «Пісні Тернопільщини», в яку ввійшло 595 пісень та 200 коломийок. У 80 — 90-х роках XX століття значну збирацьку та транскрипторську роботу проводить О. Смоляк. У його рукописному фонді нараховується близько 5000 пісенних одиниць, з яких близько 500 надруковано у збірнику «Весняна обрядовість Західного Поділля». Про побут наддністрянського населення Тернопільщини написав фундаментальну працю «Культура вільховечан» Софоній Колтатів, проте досі більша її частина не була видана і зберігається у рукописному вигляді в архівах Львівського етнографічного музею.

### Художня література
Серед письменників — вихідців з Тернопільщини, найвідоміші передусім польський поет, драматург Юліуш Словацький (драма «Мазепа»), єврейський письменник, лауреат нобелівської премії 1966 року Шмуель Йосеф Аґнон (романи «Весільний балдахін», «Гість на одну ніч»), поет, прозаїк, громадсько-культурний діяч Богдан Лепкий (квадрологія «Мазепа», пісня «Чуєш, брате мій»), історичні новелісти Андрій Чайковський (роман «Сагайдачний»), Осип Назарук (повість «Роксоляна») Юліан Опільський (повість «Ідоли падуть»), прозаїк Тимофій Бордуляк, котрий у своїй творчості змальовував життя галицького селянства кінця XIX — початку XX століття (оповідання «Дай, Боже. здоров'я корові» та інші), поет, критик та видавець Осип Маковей, автор численних стрілецьких пісень («Човен хитається серед води», «Як з Бережан до кадри», «Зажурились галичанки») та 3-томного роману про національно-визвольні змагання «Заметіль» Роман Купчинський, а також інші.
Наприкінці лютого 1984 року президія Спілки письменників України ухвалила рішення про заснування в області письменницької організації, яка 2012 року налічувала 49 письменників. Відомі письменники Тернопільщини початку кінця 20 — початку 21 століття: Олександр Вільчинський, Олексій Волков, Надія Гербіш, Анатолій Дністровий, Юрій Камаєв, Василь Махно, Юрко Покальчук, Леся Романчук, Сергій Синюк, Олександр Смик.
У Тернопільській області видаються літературні часописи «Літературний Тернопіль», «Русалка Дністрова». При Тернопільському педагогічному університеті 2008 року засновано студентську поетичну групу «Літературна студія 87», яку очолює Юрій Завадський.

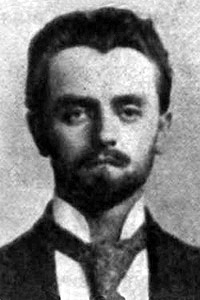
Богдан Лепкий
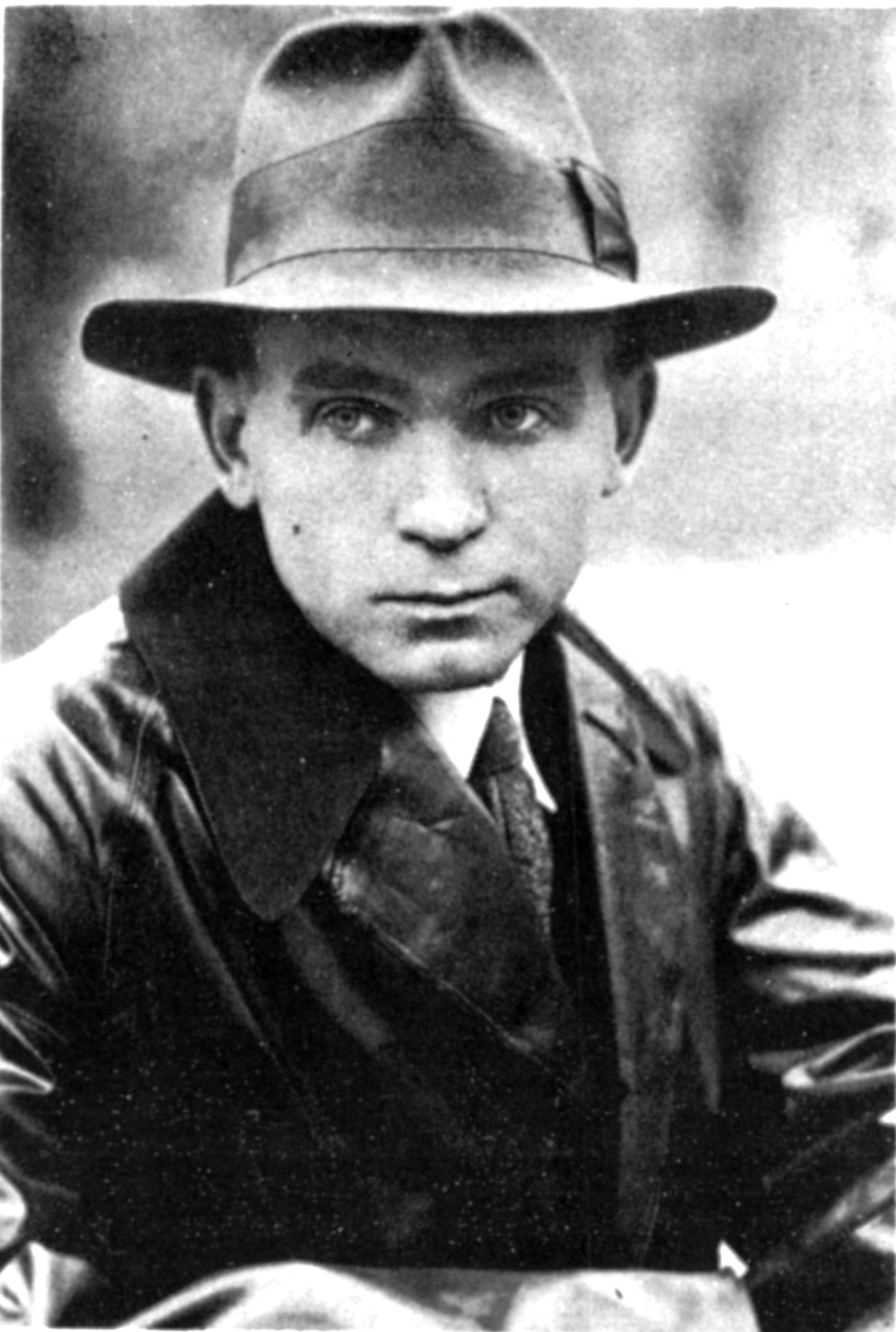
Улас Самчук
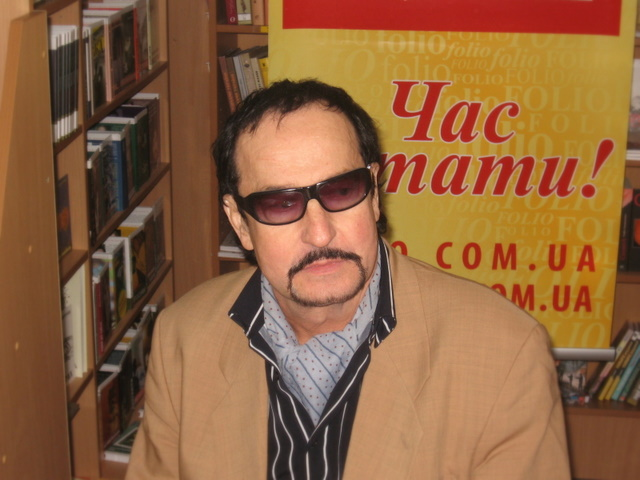
Юрко Покальчук
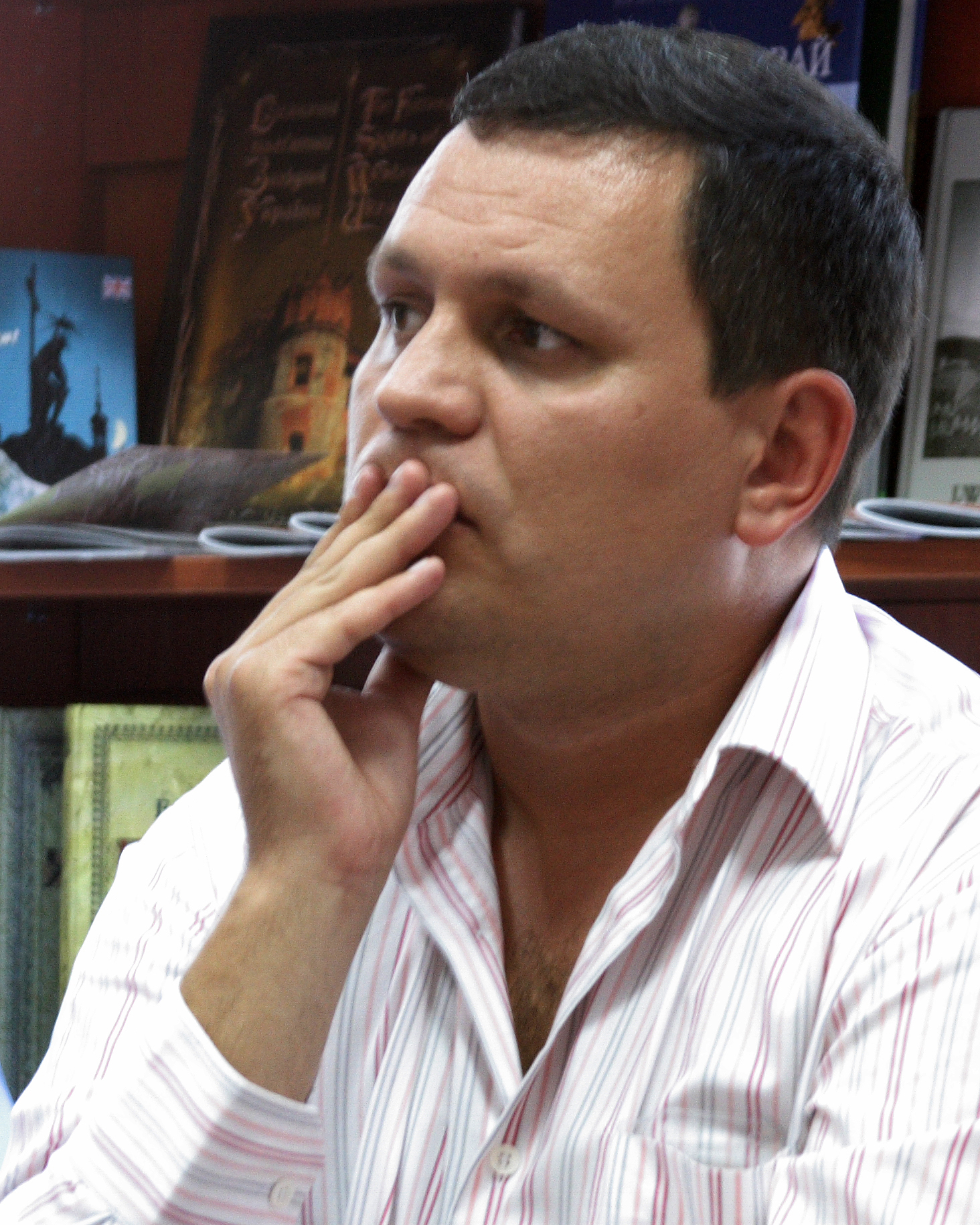
Анатолій Дністровий

### Образотворче мистецтво

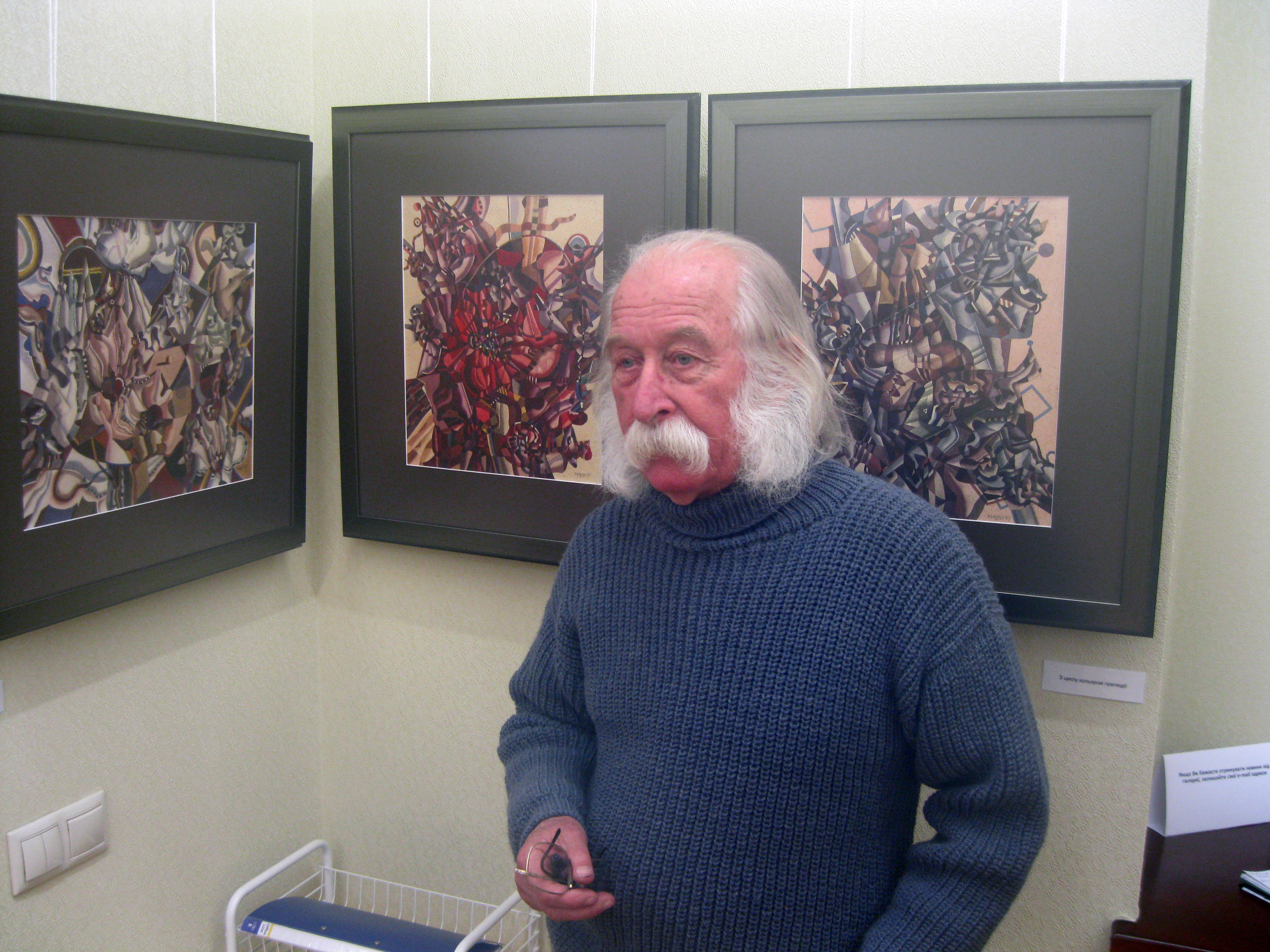
Іван Марчук серед своїх картин

На Тернопільщині жили та працювали художники Юліан Панькевич, Олена Кульчицька, Антін Манастирський, брати Михайло та Тимофій Бойчуки, Діонізій Шолдра, Яків Струхманчук, Іван Хворостецький, Ярослава Музика, Петро Обаль, Андрій Наконечний, Леопольд Левицький, Олекса Шатківський, Зеновій Флінта, Тарас Левків, Ярослав Мотика та інші. Художник Іван Марчук внесений до списку «100 геніїв сучасності», укладеного британською газетою The Daily Telegraph.
Серед споруд краю є виконані у стилях традиційному українському руської доби, бароко, класицизму, ампіру, модерну, псевдоруському, еклектики, неоготики, необароко, соцреалізму, конструктивізму, неовізантизму та інших. Традиційна дерев'яна архітектура Тернопільщини належить до 3 головних стилів — галицького, волинського та подільського. У краї працювали відомі архітектори Бернард Меретин, Ян Ґотфрід Гофман, Тальовський Теодор-Мар'ян, Зубжицький-Сас Ян Кароль, Захаревич Юліан, Михайло Нетриб'як та інші. Відомі скульптури Івана Пінзеля у Бучачі, Рукомиші та Монастириську, деякі з них виставлялися у Луврі в листопаді 2012 — лютому 2013 років.

### Музика і театр

Тернопільський академічний обласний драматичний театр ім. Т. Г. Шевченка

Щонайменше від часів запровадження християнства в Русі на Тернопільщині розвивався церковний спів, який до XVI століття був лише одноголосим, а відтак і зі змішаним чотириголоссям. 1791 року у Почаївській лаврі виходить перший збірник кантів під назвою «Богогласник», у якому було представлено 238 кантів на всі річні календарні церковні свята. У першій половині XIX століття церковна музика на Тернопільщині поповнюється місцевими творами композиторів-аматорів, здебільшого священників місцевих парафій. З другої половини XIX століття на Тернопільщині культурно-мистецьке життя розвивається у формі театрально-музичних вистав. Створення в другій половині XIX століття культурно-освітніх організацій «Торбан», «Боян», «Народна школа», «Просвіта» породило й аматорське музичне виконавство. Одним із перших організаторів та керівників сільських аматорських хорів на Тернопільщині був греко-католицький священник Йосиф Вітошинський, який 1868 року заснував Денисівський хор, що вже наприкінці XIX століття виконував гімн «Ще не вмерла України». На початку XX століття і до його 30-х років на Тернопільщині майже в кожному селі функціонували аматорські хори, керівниками яких здебільшого були вчителі простонародних шкіл та місцеві священники.
З Тернопільщиною пов'язані життєвий та творчий шлях композиторів Василя Барвінського, Михайла Вериківського, Олеся Ґерети, Михайла Коссака, Євгена Купчинського, Івана Левицького, Кароля-Юзефа Ліпінського, Петра Любовича, Миколи Маліборського, Нестора Нижанківського, Остапа Нижанківського, Дениса Січинського, Ярослава Смеречанського, Генрика Топольницького, Богдана Климчука, Василя Подуфалого та інших; диригентів Ілька Блажкевича, Йосифа Вітошинського, Миколи Вороняка, Ганни Герасимович-Когут, Євгена Корницького, Андрія Кушніренка, Миколи Матерського, Ореста Олійника, Володимира Садовського, Степана Стельмащука, Евгена Цісика та інших; вокальних виконавців Івана Григоровича, Василя Коссака, Соломії Крушельницької, Ганни Крушельницької, Романа Бойка, Анатолія Горчинського, Тамари Дідик, Наталії Лемішки, Наталії Маліманової, Бориса Репки, та інших. Кобзарське мистецтво у краї виконують Струсівська заслужена капела бандуристів «Кобзар», Дмитро Губ'як, Василь Жданкін. З кінця 1980-х активно розвивається рок та нова українська естрада. Сучасними популярними виконавцями є гурти: С.К.А.Й., Los Colorados, ансамбль «Світозари», виконавці Віктор Павлік, барди — Віктор Морозов і Олександр Смик.
З 1915 року на Тернопільщині починають працювати стаціонарні музично-драматичні театри: «Тернопільські театральні вечори» (керівник — Лесь Курбас), «Український театр» (керівник — Микола Бенцаль), а 1939 року — обласний драматичний театр ім. І. Франка (керівник — Микола Комаровський), який 1948 року трансформувався в обласний музично-драматичний театр ім. Т. Шевченка. Нині у Копичинцях, Озерній (Зборівського району), Борщеві, Бучачі, Крем'янці та інших містах і селах діють аматорські театральні колективи. Всього в області функціонують 640 театральних колективів, з яких 335 дитячих, у тому числі — 23 народних театри та 8 зразкових дитячих театральних колективів, 5 театрів мініатюр і 10 театральних студій; 621 гурток художнього слова (з них 335 дитячих), а також 121 художньо-освітній гурток (з них 30 дитячих).
1989 року на Тернопільщині був заснований перший рок-гурт «Анестезія». Музичний напрям — треш-метал. Серед керівників — О. Домбровський та О. Грушовський. Гурт проіснував до 1994 р. Члени гурту — співзасновники Тернопільського рок-клубу та фестивалю «Нівроку».

### Пам'ятки культури та історії
На території Тернопільської області розташовано: 426 пам'яток археології (з них — 6 національного значення), 1673 пам'ятки історії (з них — 1 національного значення), 1315 пам'яток архітектури та містобудування (з них — 180 національного значення), 164 пам'ятки монументального мистецтва. До Списку історичних населених місць України, затвердженого Постановою Кабінету Міністрів України від 26.07.2001 р. за № 878, включено 30 населених пунктів Тернопільської області: Бережани, Борщів, Бучач, Вишнівець, Гримайлів, Гусятин, Залізці, Заліщики, Збараж, Зборів, Золотий Потік, Козова, Копичинці, Коропець, Кременець, Ланівці, Мельниця-Подільська, Микулинці, Монастириська, Підволочиськ, Підгайці, Почаїв, Скала-Подільська, Скалат, Теребовля, Тернопіль, Товсте, Хоростків, Чортків, Шумське.

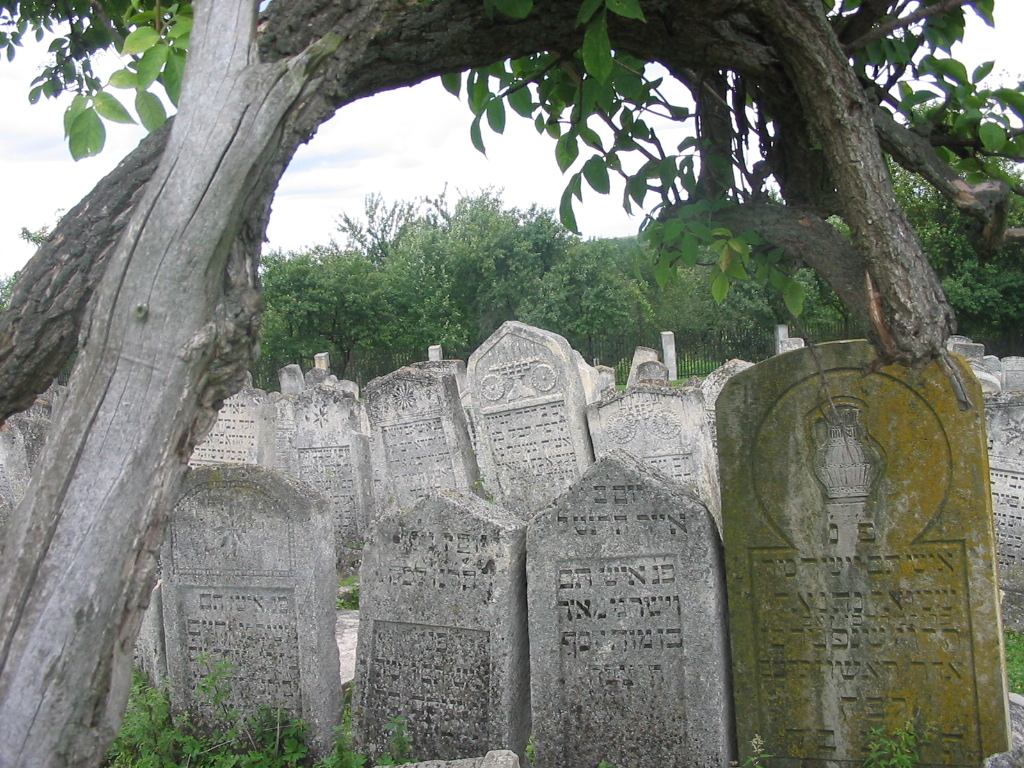
Старе єврейське кладовище в Підгайцях

В області діє 962 кладовища, 14 — закритих. Є місця поховання євреїв, поляків, чехів, словаків, австрійців, німців та осіб інших національностей. Багато на території області є поховань учасників бойових дій періоду 1941—1944 років. Є 5 поховань (гробниць, каплиць, некрополів й мавзолеїв) XVII—XX століть, які внесені до державного реєстру національного і культурного надбання: Каплиця сім'ї Михайлівських на міському цвинтарі міста Чорткова, Усипальниця Сапігів (XVIII століття) у селі Більче-Золоте, Усипальниця Сапігів (XVIII століття) у селі Пилатківці, гробниця Марцеліни Даровської (XVII—XVIII століть) у селі Язлівець, Мавзолей Понінських (XIX століття) у селі Нирків та Єврейський некрополь XV—XX століть у місті Підгайці.
На території Тернопільщини зосереджено близько 85 дерев'яних храмів, ще 2 храми — церкву із села Соколів Бучацького району та церкву із села Зелене Гусятинського району, а також дерев'яну дзвіницю із села Кут-Товсте Гусятинського району перенесено у скансени Львова та Києва.

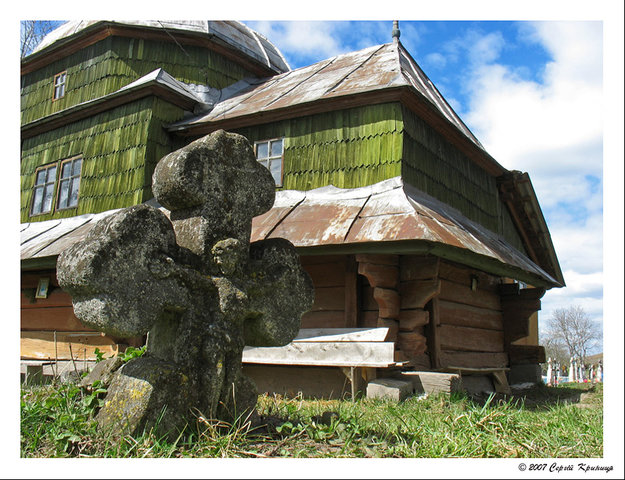
Церква Петра і Павла, село Урмань, 1688 року
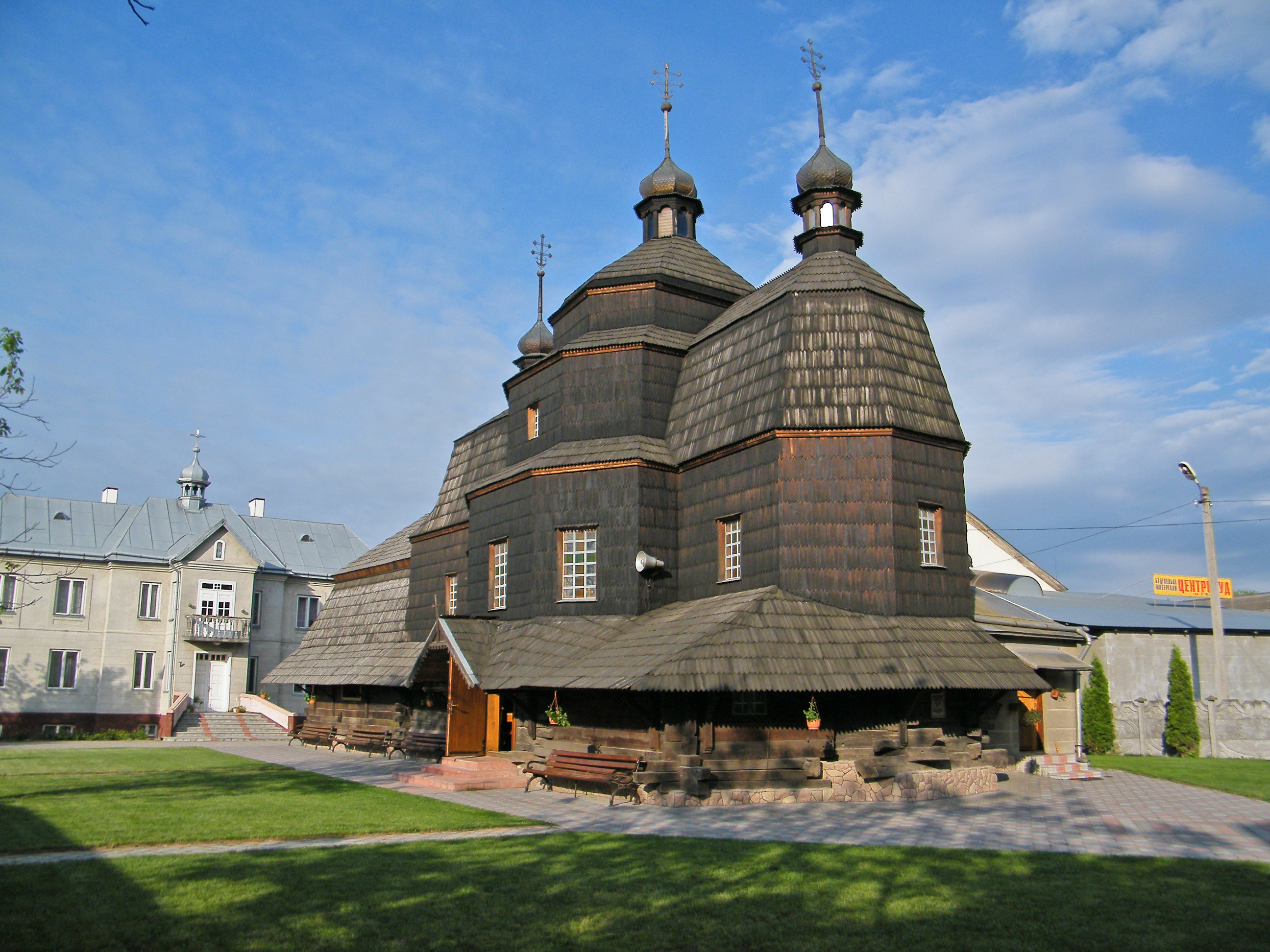
Вознесенська церква в Чорткові, 1630 року

## Засоби масової інформації
Від 1994 року в області зареєстровано 385 видань, регулярно виходить понад 60 газет і журналів, у тому числі 21 газета, співзасновниками яких є органи державної влади (ОДА — «Свобода», РДА — районні газети); 5 видань заснували релігійні структури — «Божий сіяч» (Тернопільсько-Зборівська архієпархія УГКЦ), «Христова скеля» (єпархіальне управління Бучацької єпархії УГКЦ), «Стяг» (релігійна громада євангельсько-лютеранського віросповідання), «Лампада Почаївська» (Почаївська духовна семінарія); 4 — газети вищих навчальних закладів («Медична академія» — ТДМУ), «Студентський вісник» (ТНПУ), «Університетська думка» (ЗУНУ), «Університетські вісті» (ТНТУ); 3 — партійні організації: «Наша Батьківщина» (обласна організація партії «Батьківщина») та ін. 3 — громадські організації — «Дзвін» (обласне товариство «Меморіал»), «Просвіта» (тижневик Гусятинської районної організації «Просвіта)», «Дзвони Лемківщини» (всеукраїнського товариства «Лемківщина»), в решті видань — засновники трудові колективи та комерційні структури. Найтиражніші газети — «Вільне життя плюс», «Свобода», «Місто», «Нова Тернопільська газета», «РІА плюс», «У кожен дім». Більшість газет — інформаційно-рекламні.
У місті Тернополі працюють обласна державна телерадіокомпанія (телеканал «ТТБ», радіо «Лад» (71,03 MHz), обласне проводове радіо «Говорить Тернопіль»), дві комерційні телестудії («TV-4» та «ІНТБ»), а також дві комерційні радіостанції («УХ-радіо» (Українська хвиля), і «Радіо Такт»).

## Туризм

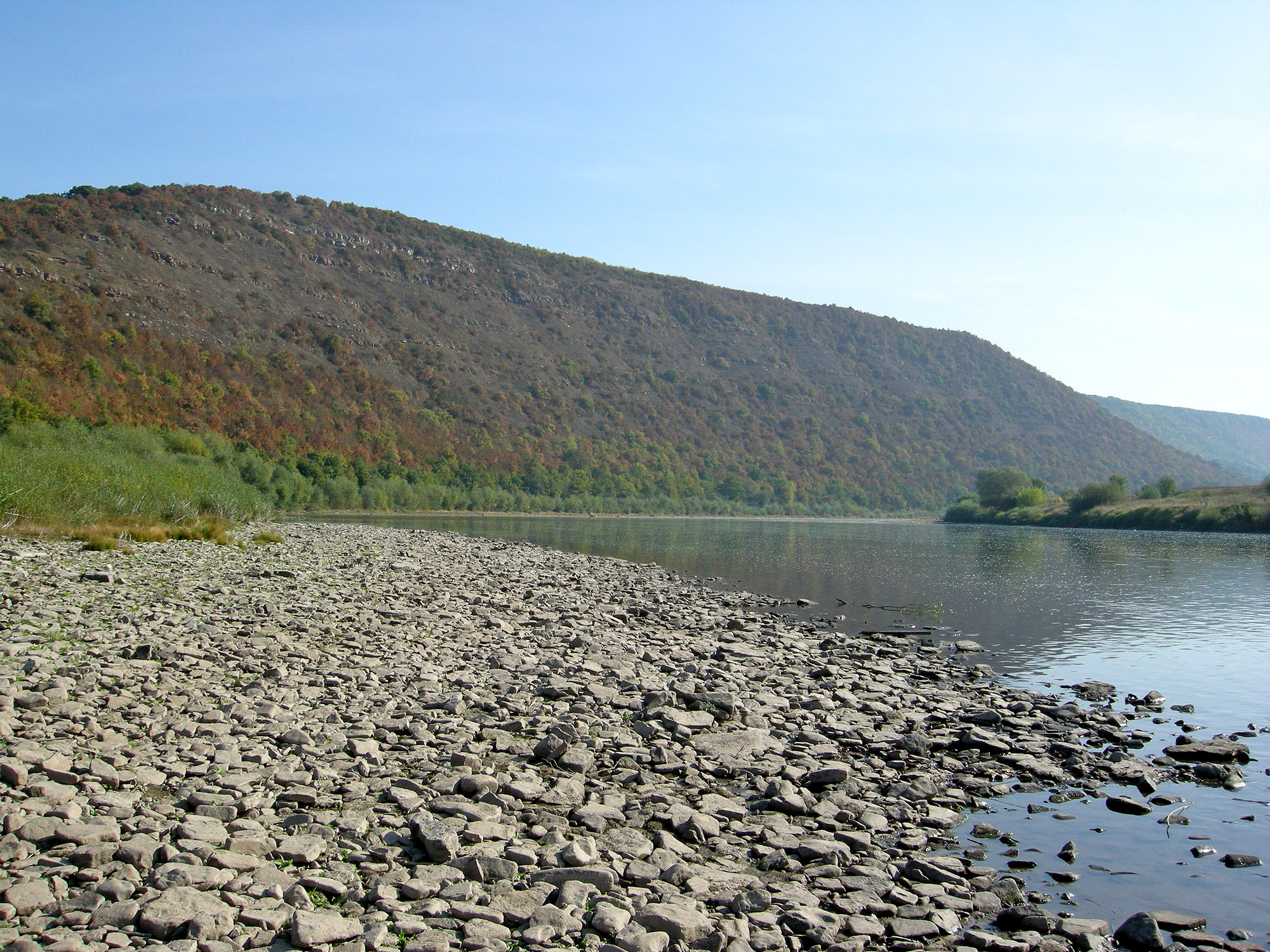
Дністровський каньйон у Чортківському районі

Основними туристичними об'єктами нині є Національні природні парки «Дністровський каньйон» і «Кременецькі гори», Крем'янецько-Почаївський історико-культурний заповідник і Національний заповідник «Замки Тернопілля», міста Тернопіль, Чортків, Бережани, Бучач, Борщів, Теребовля, курорти Гусятин і Микулинці, с. Зарваниця.
Згідно з реєстром Державного агентства України з туризму та курортів на території області 2012 року провадили діяльність 123 туристичних підприємства: 23 туроператори та 100 турагенцій. За 2009-2012 роки підприємства, що займаються туристичною діяльністю, надали послуги близько двом мільйонам осіб, у тому числі з внутрішнього туризму 600 тисячам осіб та 200 тисячам іноземних туристів. Екскурсійні послуги були надані 700 тисячам осіб. Чисельність працівників, зайнятих у туризмі та суміжних галузях, у Тернопільській області становить десятки тисяч осіб. Від 2006 року у Тернополі виходить газета «Туризм і відпочинок».